# Бальмонт, Константин Дмитриевич
Константи́н Дми́триевич Ба́льмо́нт (3 [15] июня 1867, деревня Гумнищи, Шуйский уезд, Владимирская губерния, Российская империя — 23 декабря 1942, Нуази-ле-Гран, Франция) — русский поэт-символист, переводчик и эссеист, один из виднейших представителей русской поэзии Серебряного века.
Опубликовал 35 поэтических сборников, 20 книг прозы, переводил со многих языков (Уильям Блейк, Эдгар Аллан По, Перси Биш Шелли, Оскар Уайльд, Альфред Теннисон, Герхарт Гауптман, Шарль Бодлер, Герман Зудерман; испанские песни, словацкий, грузинский эпос, югославская, болгарская, литовская, мексиканская, японская поэзия).
Автор автобиографической прозы, мемуаров, филологических трактатов, историко-литературных исследований и критических эссе. Был номинирован на Нобелевскую премию по литературе (1923).

## Биография
Константин Бальмонт родился 3 (15) июня 1867 года в селе Гумнищи Шуйского уезда Владимирской губернии, третьим из семерых сыновей. Известно, что дед Бальмонта был морским офицером. Отец Дмитрий Константинович Бальмонт (1835—1907) служил в Шуйском уездном суде и земстве: сначала мировым судьёй, затем — председателем уездной земской управы. Мать Вера Николаевна, урождённая Лебедева, происходила из семьи полковника, в которой любили литературу и занимались ею профессионально; она выступала в местной печати, устраивала литературные вечера, любительские спектакли. Мать оказала сильное влияние на мировоззрение будущего поэта, введя его в мир музыки, словесности, истории, первой научив постигать «красоту женской души». Вера Николаевна хорошо знала иностранные языки, много читала и «не была чужда некоторого вольнодумства»: в доме принимали «неблагонадёжных» гостей. Именно от матери Бальмонт, как сам он писал, унаследовал «необузданность и страстность», весь свой «душевный строй».

### Годы детства

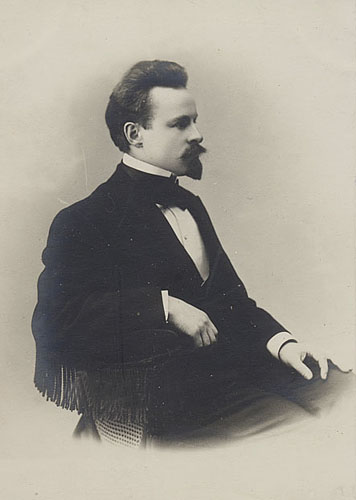
К. Д. Бальмонт в 1880-е годы

Читать Бальмонт научился самостоятельно в пять лет, подсматривая за матерью, которая обучала грамоте старшего брата. Отец подарил Бальмонту по этому случаю первую книжку, «что-то о дикарях-океанийцах»:9. Мать познакомила сына с образцами лучшей поэзии. «Первые поэты, которых я читал, были народные песни, Никитин, Кольцов, Некрасов и Пушкин. Из всех стихов в мире я больше всего люблю „Горные вершины“ Лермонтова (не Гёте, Лермонтова)», — писал позже поэт. Вместе с тем «…Моими лучшими учителями в поэзии были — усадьба, сад, ручьи, болотные озерки, шелест листвы, бабочки, птицы и зори», — вспоминал он в 1910-х годах. «Красивое малое царство уюта и тишины», — так писал он позже о деревушке с десятком изб, при которой находилась скромная усадьба — старый дом, окружённый тенистым садом:8. Гумнищи и родной край, где прошли первые десять лет его жизни, поэт вспоминал всю свою жизнь и всегда описывал с огромной любовью.

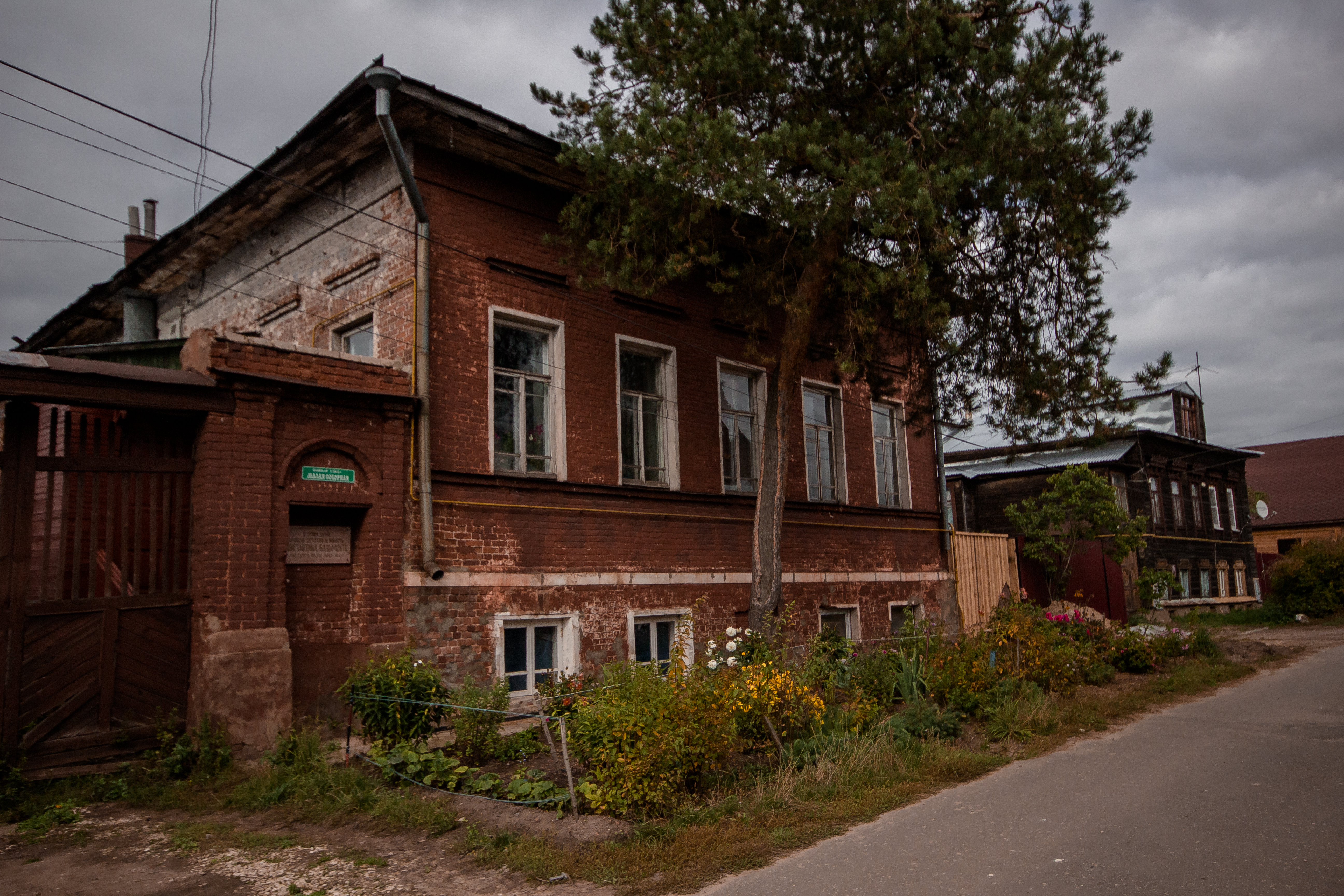
Дом в Шуе (бывш. Малая Соборная, 15), где жила семья Бальмонтов

Когда пришло время отдавать старших детей в школу, семья переехала в Шую. Переезд в город не означал отрыва от природы: дом Бальмонтов, окружённый обширным садом, стоял на живописном берегу реки Тезы; отец, любитель охоты, часто выезжал в Гумнищи, и Константин сопровождал его чаще других. В 1876 году Бальмонт поступил в подготовительный класс Шуйской гимназии, которую позже называл «гнездом декадентства и капиталистов, чьи фабрики портили воздух и воду в реке»:9. Сначала мальчик делал успехи, но вскоре ученье ему наскучило, и успеваемость снизилась. Под впечатлением от прочитанного он в возрасте десяти лет начал писать стихи. «В яркий солнечный день они возникли, сразу два стихотворения, одно о зиме, другое о лете», — вспоминал он. Эти поэтические начинания, однако, были раскритикованы матерью, и мальчик не пытался повторить свой поэтический эксперимент в течение шести лет.
Из седьмого класса в 1884 году Бальмонт вынужден был уйти из-за принадлежности к нелегальному кружку, который состоял из гимназистов, заезжих студентов и учителей, а занимался тем, что печатал и распространял в Шуе прокламации исполнительного комитета партии «Народная воля». Подоплёку этого своего раннего революционного настроя поэт впоследствии объяснял так: «…Я был счастлив, и мне хотелось, чтобы всем было так же хорошо. Мне казалось, что, если хорошо лишь мне и немногим, это безобразно».
Усилиями матери Бальмонт был переведён в гимназию города Владимира. Но здесь жить ему пришлось на квартире у учителя греческого языка, который ревностно исполнял обязанности «надзирателя». В конце 1885 года состоялся литературный дебют Бальмонта. Три его стихотворения были напечатаны в популярном петербургском журнале «Живописное обозрение» (2 ноября — 7 декабря). Это событие не было замечено никем, кроме наставника, который запретил Бальмонту печататься вплоть до завершения учёбы в гимназии. К этому времени относится знакомство юного поэта с Владимиром Галактионовичем Короленко. Известный писатель, получив от товарищей Бальмонта по гимназии тетрадь с его стихами, отнёсся к ним серьёзно и написал гимназисту обстоятельное письмо — благожелательный наставнический отзыв. «Он писал мне, что у меня много красивых подробностей, успешно выхваченных из мира природы, что нужно сосредоточивать своё внимание, а не гоняться за каждым промелькнувшим мотыльком, что никак не нужно торопить своё чувство мыслью, а надо довериться бессознательной области души, которая незаметно накопляет свои наблюдения и сопоставления, и потом внезапно всё это расцветает, как расцветает цветок после долгой невидной поры накопления своих сил», — вспоминал Бальмонт. «Если вы сумеете сосредоточиться и работать, мы услышим от вас со временем нечто незаурядное», — так заканчивалось письмо Короленко, которого поэт называл впоследствии своим «крёстным отцом»:10. Курс Бальмонт окончил в 1886 году, по собственным словам, «прожив, как в тюрьме, полтора года»:376. «Гимназию проклинаю всеми силами. Она надолго изуродовала мою нервную систему», — писал впоследствии поэт. Подробно детские и юношеские годы были описаны им в автобиографическом романе «Под новым серпом» (Берлин, 1923). В семнадцать лет Бальмонт испытал и первое литературное потрясение: роман «Братья Карамазовы», как вспоминал он позже, дал ему «больше, чем какая-либо книга в мире».
В 1886 году Константин Бальмонт поступил на юридический факультет Московского университета, где сблизился с Петром Фёдоровичем Николаевым, революционером-шестидесятником. Но уже в 1887 году как один из организаторов студенческих беспорядков (они были связаны с введением нового университетского устава, который студенты считали реакционным), Бальмонт был исключён, арестован и посажен на трое суток в Бутырскую тюрьму, а затем без суда выслан в Шую. Бальмонт, который «в юности больше всего увлекался общественными вопросами», до конца своей жизни считал себя революционером и бунтарём, мечтавшим «о воплощении человеческого счастья на земле». Поэзия в интересах Бальмонта возобладала лишь позже; в юные годы он порывался стать пропагандистом и «уйти в народ».

### Литературный дебют
В 1888 году Бальмонт вернулся в университет, но из-за сильного нервного истощения учиться не смог — ни там, ни в ярославском Демидовском лицее юридических наук, куда поступил в 1889 году. В сентябре 1890 года он был отчислен из лицея и на этом оставил попытки получить «казённое образование». «…Я не смог себя принудить <заниматься юридическими науками>, зато жил истинно и напряжённо жизнью своего сердца, а также пребывал в великом увлечении немецкой литературой», — писал он в 1911 году. Своими знаниями в области истории, философии, литературы и филологии Бальмонт был обязан себе самому и старшему брату, страстно увлекавшемуся философией.
В 1889 году Бальмонт женился на Ларисе Михайловне Гарелиной, дочери иваново-вознесенского купца. Год спустя в Ярославле на собственные средства он издал свой первый «Сборник стихотворений»; некоторые юношеские произведения, вошедшие в книгу, были опубликованы ещё в 1885 году. Впрочем, дебютный сборник 1890 года интереса не вызвал, близкие люди его не приняли, и вскоре после выхода поэт сжёг почти весь небольшой тираж.

В марте 1890 года произошёл инцидент, наложивший отпечаток на всю последующую жизнь Бальмонта: он попытался покончить с собой, выбросился из окна третьего этажа, получил серьёзные переломы и провёл год в постели. Считалось, что толкнуло его на такой поступок отчаяние от семейного и финансового положения: женитьба рассорила Бальмонта с родителями и лишила финансовой поддержки, непосредственным же толчком явилась прочитанная незадолго до этого «Крейцерова соната». Год, проведённый в постели, как вспоминал сам поэт, оказался творчески весьма плодотворным и повлёк «небывалый расцвет умственного возбуждения и жизнерадостности». Именно в этот год он осознал себя поэтом, увидел собственное предназначение. В 1923 году в биографическом рассказе «Воздушный путь» он писал:
В долгий год, когда я, лёжа в постели, уже не чаял, что я когда-нибудь встану, я научился от предутреннего чириканья воробьёв за окном и от лунных лучей, проходивших через окно в мою комнату, и от всех шагов, достигавших до моего слуха, великой сказке жизни, понял святую неприкосновенность жизни. И когда наконец я встал, душа моя стала вольной, как ветер в поле, никто уже более не был над нею властен, кроме творческой мечты, а творчество расцвело буйным цветом…К. Бальмонт. Воздушный путь (Берлин, 1923).
Некоторое время после болезни Бальмонт, к этому времени расставшийся с женой, жил в нужде; он, по собственным воспоминаниям, месяцами «не знал, что такое быть сытым, и подходил к булочным, чтобы через стекло полюбоваться на калачи и хлебы». «Начало литературной деятельности было сопряжено со множеством мучений и неудач. В течение четырёх или пяти лет ни один журнал не хотел меня печатать. Первый сборник моих стихов… не имел, конечно, никакого успеха. Близкие люди своим отрицательным отношением значительно усилили тяжесть первых неудач»:376 , — писал он в автобиографическом письме 1903 года. Под «близкими людьми» поэт подразумевал жену Ларису, а также друзей из числа «мыслящих студентов», которые враждебно встретили публикацию, посчитав, что автор предал «идеалы общественной борьбы» и замкнулся в рамках «чистого искусства». В эти трудные дни Бальмонту вновь помог В. Г. Короленко. «Теперь он явился ко мне, сильно примятый разными невзгодами, но, по-видимому, не упавший духом. Он, бедняга, очень робок, и простое, внимательное отношение к его работе уже ободрит его и будет иметь значение», — писал тот в сентябре 1891 года, обращаясь к Михаилу Альбову, который тогда был одним из редакторов журнала «Северный вестник», с просьбой обратить внимание на начинающего поэта.
Огромную помощь оказал Бальмонту и профессор Московского университета Николай Стороженко. «Он поистине спас меня от голода и как отец сыну бросил верный мост…», — вспоминал поэт впоследствии. Бальмонт отнёс ему свою статью о Перси Биши Шелли («из рук вон плохую», по собственному более позднему признанию), и тот взял начинающего литератора под свою опеку. Именно Стороженко уговорил издателя Козьмы Солдатёнкова поручить начинающему поэту перевод двух фундаментальных книг — «Истории скандинавской литературы» Фредерика Винкеля Горна и Филиппа Швейцера и «Истории итальянской литературы» Адольфа Гаспари. Оба перевода были опубликованы в 1894—1895 годах:11. «Эти работы были моим насущным хлебом целых три года и дали мне возможности желанные осуществить свои поэтические мечты», — писал Бальмонт в очерке «Видящие глаза». В 1887—1889 годах поэт активно переводил немецких и французских авторов, затем в 1892—1894 годах взялся за работу над произведениями Перси Биши Шелли и Эдгара Аллана По; именно этот период считается временем его творческого становления:11.

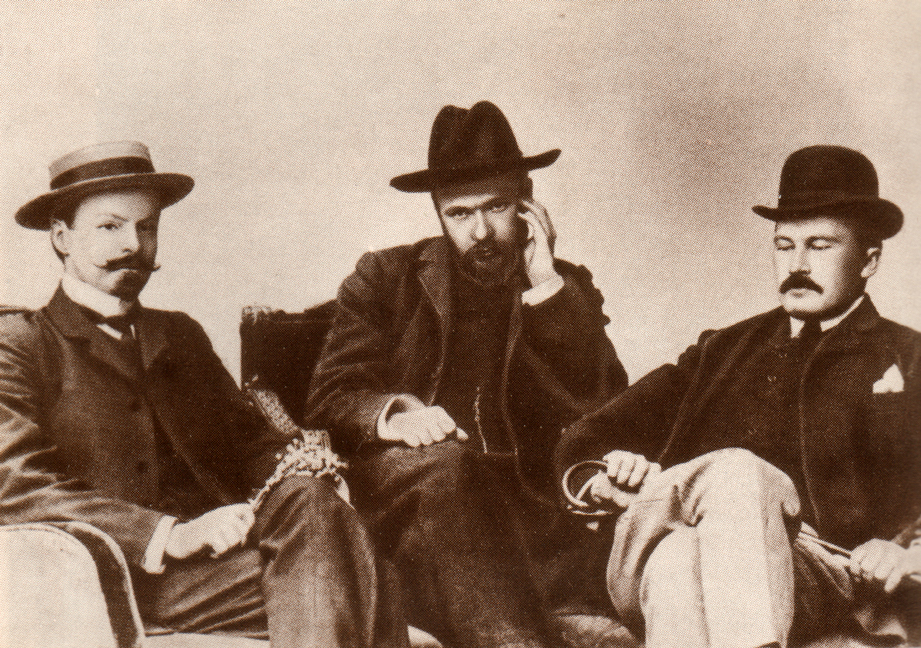
Издательство «Гриф», 1900-е годы. Константин Бальмонт, Александр Курсинский, Модест Дурнов. По другой версии, рядом с Бальмонтом находятся Сергей Александрович Поляков и Михаил Николаевич Семёнов

Профессор Стороженко, кроме того, ввёл Бальмонта в редакцию «Северного вестника», вокруг которой группировались поэты нового направления. Первая поездка Бальмонта в Петербург состоялась в октябре 1892 года: здесь он познакомился с Николаем Минским, Дмитрием Мережковским и Зинаидой Гиппиус; общие радужные впечатления, впрочем, были омрачены наметившейся взаимной антипатией с последней.
На почве переводческой деятельности произошло сближение Бальмонта с меценатом, знатоком западноевропейских литератур, князем Александром Урусовым, который во многом способствовал расширению литературного кругозора молодого поэта. На средства мецената Бальмонт выпустил две книги переводов Эдгара По («Баллады и фантазии», «Таинственные рассказы»). «Он напечатал мой перевод „Таинственных рассказов“ Эдгара По и громко восхвалял мои первые стихи, составившие книжки „Под северным небом“ и „В безбрежности“», — позже вспоминал Бальмонт. «Урусов помог моей душе освободиться, помог мне найти самого себя», — писал поэт в 1904 году в книге «Горные вершины». Называя свои начинания «…осмеянными шагами по битому стеклу, по тёмным острокрайним кремням, по дороге пыльной, как будто не ведущей ни к чему», Бальмонт в числе людей, помогавших ему, отмечал также переводчика и публициста Петра Фёдоровича Николаева.
В сентябре 1894 года в студенческом «Кружке любителей западноевропейской литературы» Бальмонт познакомился с Валерием Брюсовым, впоследствии ставшим его самым близким другом. Брюсов писал об «исключительном» впечатлении, которое произвели на него личность поэта и его «исступлённая любовь к поэзии».
Сборник «Под северным небом», вышедший в 1894 году, принято считать отправной точкой творческого пути Бальмонта. В декабре 1893 года, незадолго до выхода книги, поэт сообщал в письме Николаю Месимовичу Минскому: «Написал я целую серию стихов (своих) и в январе приступлю к печатанию их отдельной книжкою. Предчувствую, что мои либеральные друзья будут очень меня ругать, ибо либерализма в них нет, а „растлевающих“ настроений достаточно». Стихи были во многом продуктом своего времени (полнясь жалобами на унылую, безрадостную жизнь, описаниями романтических переживаний), но предчувствия начинающего поэта оправдались лишь отчасти: книга получила широкий отклик, и отзывы были в основном положительными. В них отмечалась несомненная одарённость дебютанта, его «собственная физиономия, изящество формы» и свобода, с которой он владеет ею:12.

### Восхождение к славе
Если дебют 1894 года не отличался оригинальностью, то во втором сборнике «В безбрежности» (1895) Бальмонт приступил к поискам «нового пространства, новой свободы», возможностей соединения поэтического слова с мелодикой. «…Я показал, что может сделать с русским стихом поэт, любящий музыку. В них есть ритмы и перезвоны благозвучий, найденные впервые», — позже писал он сам о стихах 1890-х годов. Несмотря на то, что сборник «В безбрежности» современные Бальмонту критики признали неудачным:12, «блеск стиха и поэтический полёт» (согласно Энциклопедическому словарю Брокгауза и Ефрона) обеспечили молодому поэту доступ в ведущие литературные журналы.
1890-е годы были для Бальмонта периодом активной творческой работы в самых разнообразных областях знаний. Поэт, обладавший феноменальной работоспособностью, осваивал «один за другим многие языки, упиваясь работой, как одержимый… прочитывал целые библиотеки книг, начиная с трактатов о любимой им испанской живописи и кончая исследованиями по китайскому языку и санскриту». Он увлечённо изучал историю России, книги по естественным наукам и народному творчеству. Уже в зрелые годы, обращаясь к начинающим литераторам с наставлением, он писал, что дебютанту нужно «…уметь в весенний свой день сидеть над философской книгой и английским словарём, и испанской грамматикой, когда так хочется кататься на лодке и, может быть, можно с кем-то целоваться. Уметь прочесть и 100, и 300, и 3 000 книг, среди которых много-много скучных. Полюбить не только радость, но и боль. Молча лелеять в себе не только счастье, но и вонзающуюся в сердце тоску».
К 1895 году относятся знакомства Бальмонта с Юргисом Балтрушайтисом, которое постепенно переросло в дружбу, продолжавшуюся много лет, и С. А. Поляковым, образованным московским коммерсантом, математиком и полиглотом, переводчиком Кнута Гамсуна. Именно Поляков, издатель модернистского журнала «Весы», пять лет спустя учредил символистское издательство «Скорпион», где вышли лучшие книги Бальмонта.
В 1896 году Бальмонт женился на переводчице Екатерине Андреевой и отправился с супругой в Западную Европу. Несколько лет, проведённых за границей, предоставили начинающему литератору, интересовавшемуся, помимо основного предмета, историей, религией и философией, огромные возможности. Он посетил Францию, Голландию, Испанию, Италию, много времени проводя в библиотеках, совершенствуя знание языков:12. В те же дни он писал матери из Рима: «Весь этот год за границей я себя чувствую на подмостках, среди декораций. А там — вдали — моя печальная красота, за которую десяти Италий не возьму». Весной 1897 года Бальмонт был приглашён в Англию для чтения лекций по русской поэзии в Оксфордском университете, где познакомился, в частности, с антропологом Эдуардом Бернеттом Тайлором и филологом, историком религий Томасом Уильямом Рис-Дэвидсом. «Первый раз в жизни я живу всецело и безраздельно эстетическими и умственными интересами и никак не могу насытиться сокровищницами живописи, поэзии и философии», — восторженно писал он Акиму Волынскому. Впечатления от путешествий 1896—1897 годов нашли своё отражение в сборнике «Тишина»: критикой он был воспринят как лучшая на тот момент книга поэта. «Мне показалось, что сборник носит на себе отпечаток всё более и более окрепшего стиля. Вашего собственного, бальмонтовского стиля и колорита»:14, — писал поэту в 1898 году князь Урусов. В 1899 году К. Бальмонт был избран членом Общества любителей российской словесности.

### Пик популярности
В конце 1890-х годов Бальмонт не оставался подолгу на одном месте; основными пунктами его маршрута были Санкт-Петербург (октябрь 1898 — апрель 1899 года, Москва и Подмосковье (май — сентябрь 1899 года), Берлин, Париж, Испания, Биарриц и Оксфорд (конец года):12. В 1899 году Бальмонт писал поэтессе Людмиле Николаевне Вилькиной:
У меня много новостей. И все хорошие. Мне «везёт». Мне пишется. Мне жить, жить, вечно жить хочется. Если бы Вы знали, сколько я написал стихов новых! Больше ста. Это было сумасшествие, сказка, новое. Издаю новую книгу, совсем не похожую на прежние. Она удивит многих. Я изменил своё понимание мира. Как ни смешно прозвучит моя фраза, я скажу: я понял мир. На многие годы, быть может, навсегда.К. Бальмонт — Л. Вилькиной:15
Сборник «Горящие здания» (1900), занимающий центральное место в творческой биографии поэта, создавался большей частью в имении Поляковых «Баньки» Московского уезда; хозяин его был с большой теплотой упомянут в посвящении. «Нужно быть беспощадным к себе. Только тогда можно достичь чего-нибудь», — такими словами в предисловии к «Горящим зданиям» Бальмонт сформулировал свой девиз. Основную задачу книги автор определил как стремление к внутреннему освобождению и самопознанию. В 1901 году, отсылая сборник Льву Толстому, поэт писал: «Эта книга — сплошной крик души разорванной, и, если хотите, убогой, уродливой. Но я не откажусь ни от одной её страницы и — пока — люблю уродство не меньше, чем гармонию». Благодаря сборнику «Горящие здания» Бальмонт приобрёл всероссийскую известность и стал одним из лидеров символизма, нового движения в русской литературе. «В течение десятилетия Бальмонт нераздельно царил над русской поэзией. Другие поэты или покорно следовали за ним, или, с большими усилиями, отстаивали свою самостоятельность от его подавляющего влияния», — писал Валерий Яковлевич Брюсов.
Постепенно образ жизни Бальмонта во многом под влиянием Сергея Александровича Полякова стал меняться. Жизнь поэта в Москве проходила в усидчивых занятиях дома, чередовавшихся с бурными кутежами, когда встревоженная жена принималась разыскивать его по всему городу. При этом вдохновение не оставляло поэта. «Ко мне пришло что-то более сложное, чем я мог ожидать, и пишу теперь страницу за страницей, торопясь и следя за собой, чтобы не ошибиться в радостной торопливости. Как неожиданна собственная душа! Стоит заглянуть в неё, чтобы увидеть новые дали… Я чувствую, что я напал на руду… И если я не уйду с этой земли, я напишу книгу, которая не умрёт», — писал он в декабре 1900 года Иероним Ясинскому. Четвёртый поэтический сборник Бальмонта «Будем как Солнце» (1902) разошёлся тиражом 1800 экземпляров в течение полугода, что считалось неслыханным успехом для поэтического издания, закрепил за автором репутацию лидера символизма и в ретроспективе считается его лучшей поэтической книгой. Блок назвал «Будем как солнце» «книгой, единственной в своём роде по безмерному богатству»:15.

#### Конфликт с властью
В 1901 году произошло событие, оказавшее существенное влияние на жизнь и творчество Бальмонта и сделавшее его «подлинным героем в Петербурге»:14. В марте он принял участие в массовой студенческой демонстрации на площади у Казанского собора, основным требованием которой была отмена указа об отправлении на солдатскую службу неблагонадёжных студентов. Демонстрация была разогнана полицией и казаками, среди её участников были жертвы. 14 марта Бальмонт выступил на литературном вечере в зале Городской думы и прочитал стихотворение «Маленький султан», в завуалированной форме критиковавшее режим террора в России и его организатора, Николая II («То было в Турции, где совесть — вещь пустая, там царствует кулак, нагайка, ятаган, два-три нуля, четыре негодяя и глупый маленький султан»). Стихотворение пошло по рукам, его собирался напечатать в газете «Искра» Владимир Ленин.
По постановлению «особого совещания» поэт был выслан из Санкт-Петербурга, на три года лишившись права проживания в столичных и университетских городах. Несколько месяцев он пробыл у друзей в усадьбе Волконских Сабынино Курской губернии (ныне Белгородской области), в марте 1902 года выехал в Париж, затем жил в Англии, Бельгии, вновь во Франции. Летом 1903 года Бальмонт вернулся в Москву, затем направился на балтийское побережье, где занялся стихами, которые вошли в сборник «Только любовь». Проведя осень и зиму в Москве, в начале 1904 года Бальмонт вновь оказался в Европе (Испания, Швейцария, после возвращения в Москву — Франция), где нередко выступал в качестве лектора; в частности, читал публичные лекции о русской и западноевропейской литературе в высшей школе в Париже. К моменту выхода сборника «Только любовь. Семицветник» (1903) поэт уже пользовался всероссийской славой. Его окружали восторженные поклонники и почитательницы. «Появился целый разряд барышень и юных дам „бальмонтисток“ — разные Зиночки, Любы, Катеньки беспрестанно толклись у нас, восхищались Бальмонтом. Он, конечно, распускал паруса и блаженно плыл по ветру», — вспоминал соседствовавший с Бальмонтом Борис Зайцев.
Создававшиеся в эти годы поэтические кружки бальмонтистов старались подражать кумиру не только в поэтическом самовыражении, но и в жизни. Уже в 1896 году Валерий Брюсов писал о «школе Бальмонта», причисляя к ней, в частности, Мирру Лохвицкую. «Все они перенимают у Бальмонта и внешность: блистательную отделку стиха, щеголяние рифмами, созвучаниями, — и самую сущность его поэзии», — писал он. Бальмонт, по словам Надежды Тэффи, «удивил и восхитил своим „перезвоном хрустальных созвучий“, которые влились в душу с первым весенним счастьем». «…Россия была именно влюблена в Бальмонта… Его читали, декламировали и пели с эстрады. Кавалеры нашёптывали его слова своим дамам, гимназистки переписывали в тетрадки…». Многие поэты (в их числе Лохвицкая, Брюсов, Андрей Белый, Вячеслав Иванов, Максимилиан Волошин и Сергей Городецкий) посвящали ему стихотворения, видя в нём «стихийного гения», вечно вольного Аригона, обречённого возвышаться над миром и полностью погружённого «в откровения своей бездонной души»:5.
«Наш царь»
В 1906 году Бальмонт написал стихотворение «Наш царь» об императоре Николае II:
Наш царь — Мукден, наш царь — Цусима,

Наш царь — кровавое пятно,

Зловонье пороха и дыма,

В котором разуму — темно...

Наш царь — убожество слепое,

Тюрьма и кнут, подсуд, расстрел,

Царь-висельник, тем низкий вдвое,

Что обещал, но дать не смел.

Он трус, он чувствует с запинкой,

Но будет, час расплаты ждёт.

Кто начал царствовать — Ходынкой,

Тот кончит — встав на эшафот.
Другое стихотворение из того же цикла — «Николаю Последнему» — заканчивалось словами: «Ты должен быть убит, ты стал для всех бедой».
В 1904—1905 годах издательство «Скорпион» выпустило собрание стихов Бальмонта в двух томах. В конце 1904 года поэт предпринял путешествие в Мексику, откуда отправился в Калифорнию. Путевые заметки и очерки поэта наряду с выполненными им вольными переложениями индейских космогонических мифов и преданий позже вошли в «Змеиные цветы» (1910). Этот период творчества Бальмонта завершился выходом сборника «Литургия красоты. Стихийные гимны» (1905), во многом созданном под впечатлением от событий русско-японской войны.
В 1905 году Бальмонт вернулся в Россию и принял активное участие в политической жизни. В декабре поэт, по собственным словам, «принимал некоторое участие в вооружённом восстании Москвы, больше — стихами». Сблизившись с Максимом Горьким, Бальмонт начал активное сотрудничество с социал-демократической газетой «Новая жизнь» и парижским журналом «Красное знамя», который издавал Александр Амфитеатров. Екатерина Андреева-Бальмонт подтверждала в воспоминаниях: в 1905 году поэт «страстно увлёкся революционным движением», «все дни проводил на улице, строил баррикады, произносил речи, влезая на тумбы». В декабре, в дни московского восстания, Бальмонт часто бывал на улицах, носил в кармане заряженный револьвер, произносил речи перед студентами. Он даже ждал расправы над собой, как ему казалось, законченным революционером. Увлечённость революцией у него была искренней, хотя, как показало будущее, неглубокой; опасаясь ареста, в ночь на 1906 год поэт спешно уехал в Париж.

### Первая эмиграция: 1906—1913 годы
В 1906 году Бальмонт обосновался в Париже, считая себя политическим эмигрантом. Он обосновался в тихом парижском квартале Пасси, но большую часть времени проводил в дальних разъездах. Почти сразу же он ощутил острую тоску по родине. «Жизнь заставила меня надолго оторваться от России, и временами мне кажется, что я уже не живу, что только струны мои ещё звучат», — писал он профессору Фёдору Батюшкову в 1907 году. Вопреки сложившемуся представлению, страхи поэта перед возможным преследованием российских властей не были безосновательными. Александр Алексеевич Нинов в документальном исследовании «Так жили поэты…», подробно исследуя материалы, касающиеся «революционной деятельности» К. Бальмонта, приходит к выводу, что охранка «считала поэта опасным политическим лицом» и негласный надзор за ним сохранялся даже за границей.
Два сборника 1906—1907 годов были составлены из произведений, в которых К. Бальмонт непосредственным образом откликнулся на события первой русской революции. Книгу «Стихотворения» (Санкт-Петербург, 1906) конфисковала полиция; «Песни мстителя» (Париж, 1907) были запрещены к распространению в России.
В годы первой эмиграции были также опубликованы сборники «Злые чары» (1906), арестованный цензурой из-за «богохульных» стихотворений, а также «Жар-птица. Свирель славянина» (1907) и «Зелёный вертоград. Слова поцелуйные» (1909). Настроению и образности этих книг, отразивших в себе увлечение поэта древнебылинной стороной русской и славянской культуры, были созвучны и «Зовы древности» (1909). Критика пренебрежительно отзывалась о новом повороте в творческом развитии поэта, но сам Бальмонт не сознавал и не признавал творческого спада.
Весной 1907 года Бальмонт побывал на Балеарских островах, в конце 1909 года посетил Египет, написав серию очерков, которые составили впоследствии книгу «Край Озириса» (1914), в 1912 году одиннадцать месяцев путешествовал по южным странам, посетив Канарские острова, Южную Африку, Австралию, Новую Зеландию, Полинезию, Цейлон, Индию. Особенно глубокое впечатление произвели на него Океания и общение с жителями островов Новая Гвинея, Самоа, Тонга. «Мне хочется обогатить свой ум, соскучившийся непомерным преобладанием личного элемента во всей моей жизни», — так объяснял поэт свою страсть к путешествиям в одном из писем. Во время одного из переездов этого путешествия его попутчиком на пароходе оказался британский дипломат Оливер Уордроп и от него Бальмонт узнал о существовании поэмы Шоты Руставели «Витязь в тигровой шкуре»: тот дал ему прочесть корректуру перевода на английский, сделанного его сестрой Марджори.
11 марта 1912 года на заседании Неофилологического общества при Санкт-Петербургском университете по случаю двадцатипятилетия литературной деятельности в присутствии более тысячи собравшихся К. Д. Бальмонт был провозглашён великим русским поэтом.

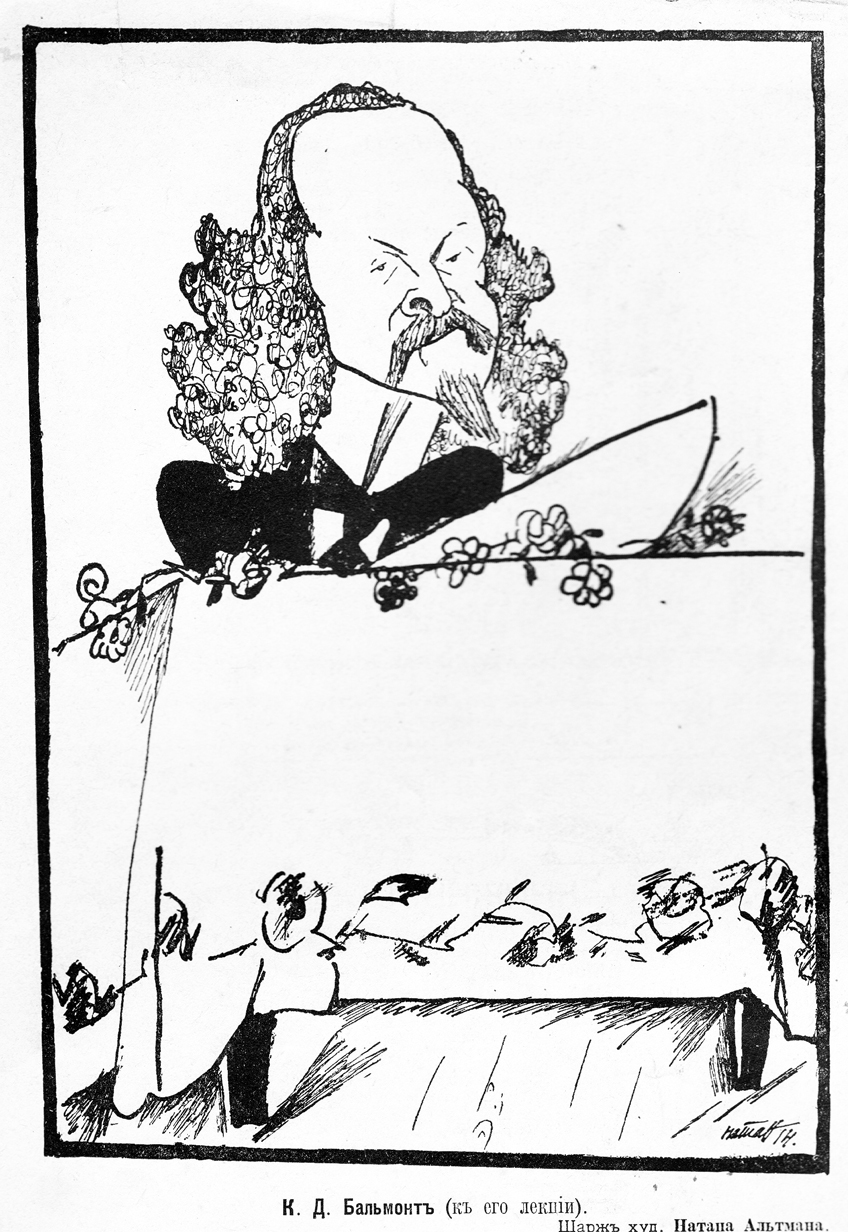
К лекциям К. Д. Бальмонта. Карикатура Натана Исаевича Альтмана, 1914 год; «Солнце России», 1915 г.

### Возвращение: 1913—1920 годы
В 1913 году политическим эмигрантам по случаю 300-летия Дома Романовых была предоставлена амнистия, и 5 мая 1913 года Бальмонт возвратился в Москву. На Брестском вокзале в Москве ему была устроена торжественная общественная встреча. Жандармы запретили поэту обратиться к встречавшей его публике с речью; вместо этого, как явствовало из сообщений тогдашней прессы, он разбросал среди толпы свежие ландыши. В честь возвращения поэта были устроены торжественные приёмы в Обществе свободной эстетики и Литературно-художественном кружке. В 1914 году была завершена публикация полного собрания стихов Бальмонта в десяти томах, продолжавшаяся семь лет. Тогда же он опубликовал поэтический сборник «Белый зодчий. Таинство четырёх светильников», свои впечатления от Океании.
После возвращения Бальмонт много ездил по стране с лекциями («Океания», «Поэзия как волшебство» и другими). «Сердце здесь сжимается… много слёз в нашей красоте», — замечал поэт, попав после дальних странствий на Оку, в русские луга и поля, где «рожь в человеческий рост и выше». «Я люблю Россию и русских. О, мы, русские, не ценим себя! Мы не знаем, как мы снисходительны, терпеливы и деликатны. Я верю в Россию, я верю в самое светлое её будущее», — писал он в одной из тогдашних статей.
В начале 1914 года поэт вернулся в Париж, затем в апреле отправился в Грузию, где ему оказали пышный приём (в частности — приветствие от Акакия Церетели, патриарха грузинской литературы) и прочёл курс лекций, имевших большой успех:18. Поэт стал изучать грузинский язык и взялся за перевод поэмы Шоты Руставели «Витязь в тигровой шкуре». В числе других крупных переводческих работ Бальмонта этого времени — переложение древнеиндийских памятников («Упанишады», драмы Калидасы, поэма Ашвагхоши «Жизнь Будды»). По этому поводу К. Бальмонт вёл переписку со знаменитым французским индологом и буддологом Сильвеном Леви.
Из Грузии Бальмонт вернулся во Францию, где его и застало начало Первой мировой войны. Лишь в конце мая 1915 года окружным путём — через Англию, Норвегию и Швецию — поэт вернулся в Россию. В конце сентября Бальмонт отправился в двухмесячное путешествие по городам России с лекциями, а год спустя повторил турне, которое оказалось более продолжительным и завершилось на Дальнем Востоке, откуда он в мае 1916 года ненадолго выехал в Японию:18.
В 1915 году вышел теоретический этюд Бальмонта «Поэзия как волшебство» — своего рода продолжение декларации 1900 года «Элементарные слова о символической поэзии»; в этом трактате о сущности и назначении лирической поэзии поэт приписывал слову «заклинательно-магическую силу» и даже «физическое могущество». Исследование во многом продолжало начатое в книгах «Горные вершины» (1904), «Белые зарницы» (1908), «Морское свечение» (1910), посвящённых творчеству русских и западноевропейских поэтов. При этом он не переставая писал, особенно часто обращаясь к жанру сонета. В эти годы поэтом было создано 255 сонетов, которые составили сборник «Сонеты Солнца, Неба и Луны» (1917). Книги «Ясень. Видение древа» (1916) и «Сонеты солнца, мёда и луны» (1917) были встречены теплее, чем прежние, но и в них критика усматривала в основном «однообразие и обилие банальных красивостей».

#### Меж двух революций

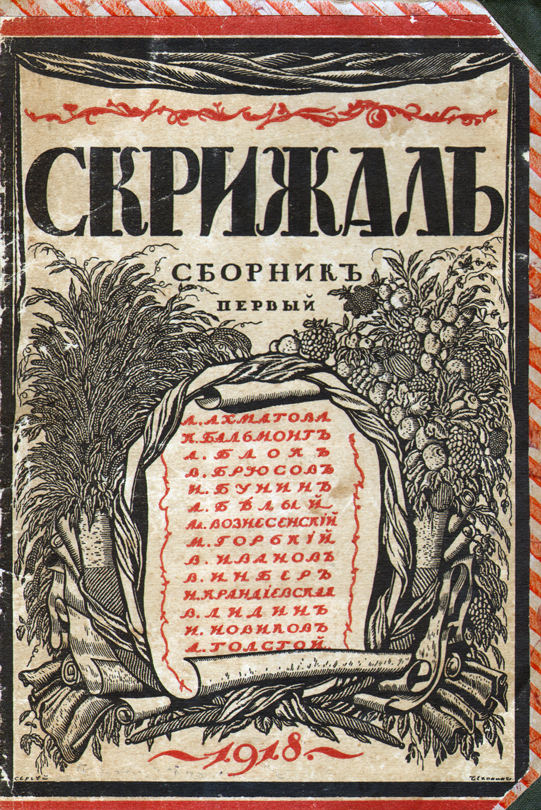
Соломон Поляков-Литовцев: «…Бальмонт не приспособлялся ни одной минуты к Советской власти. Не писал в большевистских изданиях, не служил, не продавал Пролеткульте своих произведений. <…> Ему угрожала смерть от голода. Но и тогда он отклонил предложение советской власти о покупке у него его книг…» В действительности поэт, пусть неохотно, но с большевиками сотрудничал. Илл.: Сборник «Скрижаль» (1918). К. Бальмонт среди прежних и новых поэтов

Бальмонт приветствовал Февральскую революцию 1917 года, начал сотрудничать в Обществе пролетарских искусств, но вскоре разочаровался в новой власти и присоединился к партии кадетов, требовавшей продолжения войны до победного конца. В одном из номеров газеты «Утро России» он приветствовал деятельность генерала Лавра Корнилова:18. Поэт категорически не принял Октябрьскую революцию, которая заставила его ужаснуться «хаосу» и «урагану сумасшествия» «смутных времён» и пересмотреть многие свои прежние взгляды. В публицистической книге 1918 года «Революционер я или нет?» Бальмонт, характеризуя большевиков как носителей разрушительного начала, подавляющих «личность», выражал тем не менее убеждение в том, что поэт должен быть вне партий, что у поэта «свои пути, своя судьба — он скорее комета, чем планета (то есть, движется не по определённой орбите)».
Эти годы Бальмонт жил в Петрограде с Еленой Константиновной Цветковской (1880—1943), своей третьей женой, и дочерью Миррой, время от времени приезжая в Москву к Екатерине Алексеевне Андреевой и дочери Нине. Вынужденный таким образом содержать две семьи, Бальмонт бедствовал, отчасти ещё и из-за нежелания идти на компромисс с новой властью. Когда на литературной лекции кто-то подал Бальмонту записку с вопросом, отчего тот не издаёт своих произведений, последовал ответ: «Не хочу… Не могу печатать у тех, у кого руки в крови».
В 1920 году вместе с Еленой Константиновной Цветковской и дочерью Миррой поэт переехал в Москву, где «иногда, чтобы согреться, им приходилось целый день проводить в постели». По отношению к власти Бальмонт держался лояльно: работал в Наркомпросе, готовил к изданию стихи и переводы, читал лекции. В день Первого мая 1920 года в Колонном зале Дома Союзов в Москве он прочёл своё стихотворение «Песнь рабочего молота», на следующий день приветствовал стихами артистку Марию Ермолову на её юбилейном вечере в Малом театре. В том же году московскими литераторами было устроено чествование Бальмонта, отмечавшее тридцатилетие со дня выхода его первого, «ярославского», поэтического сборника. В начале 1920 года поэт начал хлопотать о поездке за границу, ссылаясь на ухудшение здоровья жены и дочери. К этому времени относится начало долгой и прочной дружбы Бальмонта с Мариной Цветаевой, которая в Москве пребывала в сходном, очень тяжёлом положении:18.

### Вторая эмиграция: 1920—1942 годы
Получив по ходатайству Юргиса Балтрушайтиса от Анатолия Луначарского разрешение временно выехать за границу в командировку, вместе с женой, дочерью и дальней родственницей Анной Николаевной Ивановой Бальмонт 25 мая 1920 года навсегда покинул Россию и через Ревель добрался до Парижа:19. Борис Зайцев считал, что Балтрушайтис, бывший литовским посланником в Москве, спас Бальмонта от голодной смерти: тот нищенствовал и голодал в холодной Москве, «на себе таскал дровишки из разобранного забора». Станицкий (Сергей Фон-Штейн), вспоминая встречу с Бальмонтом в 1920 году в Ревеле, замечал: «Печать тягостной измученности лежала на его лице, и весь он казался ещё во власти тёмных и скорбных переживаний, уже покинутых в стране бесправья и зла, но сполна ещё не избытых им».
В Париже Бальмонт с семьёй поселились в маленькой меблированной квартире. Как вспоминала Тэффи, «окно в столовой было всегда завешено толстой бурой портьерой, потому что поэт разбил стекло. Вставить новое стекло не имело никакого смысла, — оно легко могло снова разбиться. Поэтому в комнате было всегда темно и холодно. „Ужасная квартира, — говорили они. — Нет стекла, и дует“».
Поэт сразу же оказался меж двух огней. С одной стороны, эмигрантское сообщество заподозрило в нём сочувствующего Советам. Как иронически замечал С. Поляков, Бальмонт «…нарушил церемониал бегства из Советской России. Вместо того, чтобы бежать из Москвы тайно, странником пробираться через леса и долины Финляндии, на границе случайно пасть от пули пьяного красноармейца или финна, — он четыре месяца упорно добивался разрешения на выезд с семьёй, получил его и прибыл в Париж неподстреленным». Положение поэта невольно «усугубил» Луначарский, в московской газете опровергший слухи о том, что тот ведёт за границей агитацию против Советской власти. Это позволило правым эмигрантским кругам заметить «…многозначительно: Бальмонт в переписке с Луначарским. Ну, конечно, большевик!» Впрочем, и сам поэт, ходатайствуя из Франции за русских писателей, дожидавшихся выезда из России, допустил фразы, не осуждавшие положение дел в Советской России: «Всё, что совершается в России, так сложно и так перепутано», намекнув и на то, что многое из того, что делается в «культурной» Европе, ему также глубоко противно. Это послужило поводом для атаки на него публицистов-эмигрантов («…Что сложно? Массовые расстрелы? Что перепутано? Систематический грабёж, разгон Учредительного собрания, уничтожение всех свобод, военные экспедиции для усмирения крестьян?»).
С другой стороны, советская пресса начала «клеймить его как лукавого обманщика», который «ценою лжи» добился для себя свободы, злоупотребил доверием Советской власти, великодушно отпустившей его на Запад «для изучения революционного творчества народных масс». Станицкий писал:

С достоинством и спокойно отвечал Бальмонт на все эти упрёки. Но в них стоит вдуматься, чтобы лишний раз прочувствовать прелесть советской этики — чисто каннибальского пошиба. Поэт Бальмонт, всё существо которого протестует против советовластия, разорившего его родину и каждый день убивающего её мощный, творческий дух в малейших его проявлениях, обязан свято держать своё слово, данное насильникам-комиссарам и чрезвычайкам. Но эти же принципы нравственного поведения отнюдь не являются руководящими для советской власти и её агентов. Убивать парламентёров, расстреливать из пулемётов беззащитных женщин и детей, казнить голодною смертью десятки тысяч ни в чём не повинных людей, — всё это, конечно, по мнению «товарищей-большевиков», — ничто в сравнении с нарушением обещания Бальмонта вернуться в коммунистический эдем Ленина, Бухарина и Троцкого.— Станицкий о Бальмонте. Последние известия. 1921
Как писал впоследствии Юрий Терапиано, «не было в русском рассеянии другого поэта, который столь же остро переживал оторванность от России». Эмиграцию Бальмонт называл «жизнью среди чужих», хоть и работал при этом необыкновенно много; только в 1921 году вышло шесть его книг. В эмиграции Бальмонт активно сотрудничал с газетой «Парижские новости», журналом «Современные записки», многочисленными русскими периодическими изданиями, выходивших в других странах Европы. Отношение его к Советской России оставалось неоднозначным, но постоянной была тоска по России: «Я хочу России… пусто, пусто. Духа нет в Европе», — писал он Екатерине Алексеевне Андреевой в декабре 1921 года. Тяжесть оторванности от родины была усугублена и ощущением одиночества, отчуждённости от эмигрантских кругов.
Вскоре Бальмонт выехал из Парижа и поселился в местечке Капбретон в провинции Бретань, где провёл 1921—1922 годы. В 1924 году он жил в Нижней Шаранте (Шателейон), в 1925 году — в Вандее (Сен-Жиль-сюр-Ви), до поздней осени 1926 года — в Жиронде (Лакано-Океан). В начале ноября 1926 года, покинув Лакано, Бальмонт с женой отправились в Бордо. Бальмонт часто снимал виллу в Капбретоне, где общался со многими русскими и жил с перерывами до конца 1931 года, проводя здесь не только летние, но и зимние месяцы.

#### Общественная деятельность и публицистика

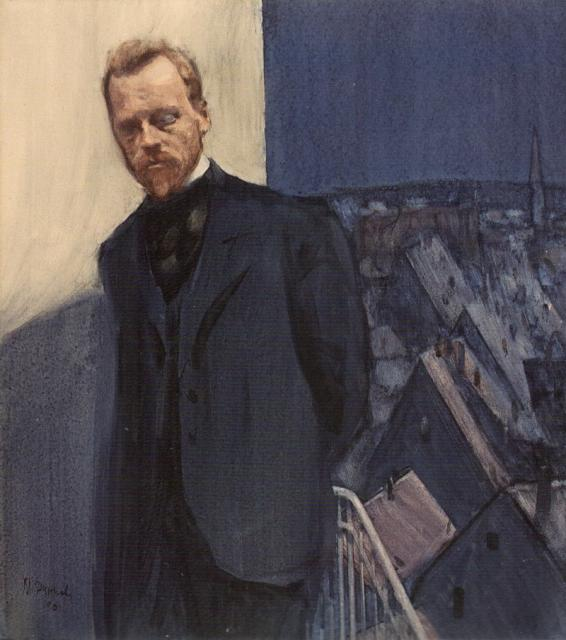
Модест Дурнов. Бальмонт в Париже

О своём отношении к Советской России Бальмонт недвусмысленно заявил уже вскоре после того, как выехал из страны. «Русский народ воистину устал от своих злополучий и, главное, от бессовестной, бесконечной лжи немилосердных, злых правителей», — писал он в 1921 году. В статье «Кровавые лгуны» поэт рассказал о перипетиях своей жизни в Москве 1917—1920 годов. В эмигрантской периодике начала 1920-х годов регулярно появлялись его поэтические строки об «актёрах Сатаны», об «упившейся кровью» русской земле, о «днях унижения России», о «красных каплях», ушедших в русскую землю. Ряд этих стихотворений вошёл в сборник «Марево» (Париж, 1922) — первую эмигрантскую книгу поэта. Название сборника предопределила первая строка стихотворения того же названия: «Мутное марево, чёртово варево…».
В 1923 году К. Д. Бальмонт одновременно с Максимом Горьким и Иваном Алексеевичем Буниным был номинирован Роменом Ролланом на Нобелевскую премию по литературе.

В 1927 году публицистической статьёй «Немножко зоологии для Красной Шапочки» Бальмонт отреагировал на скандальное выступление советского полномочного представителя в Польше Дмитрия Васильевича Богомолова, который на приёме заявил, что Адам Мицкевич в своем известном стихотворении «Друзьям-москалям» (общепринятый перевод названия — «Русским друзьям») обращался якобы в будущее — к современной большевистской России. В том же году в Париже было опубликовано анонимное воззвание «К писателям мира», подписанное «Группа русских писателей. Россия, май 1927». В числе тех, кто откликнулся на призыв Ильи Гальперина-Каминского поддержать воззвание, был (наряду с Буниным, Зайцевым, Куприным, Мережковским и другими) и Бальмонт. В октябре 1927 года поэт направил «вопль-мольбу» Кнуту Гамсуну, а не дождавшись ответа, обратился к Гальперину-Каминскому:
Прежде всего я укажу, что я ждал хора ответных голосов, ждал человеческого отзывного всклика от европейских писателей, ибо я не совсем ещё изверился в Европе. Я ждал месяц. Я ждал два. Молчание. Я написал крупному писателю, с которым я в лично-хороших отношениях, к писателю мировому и очень обласканному в России дореволюционной — к Кнуту Гамсуну, я обратился от лица тех мучеников мысли и слова, которые терзаются в худшей тюрьме, когда-либо бывшей на земле, в советской России. Вот уже два месяца, как Гамсун в ответ на моё письмо молчит. Я написал несколько слов и послал напечатанные Вами в «Авенир» слова Мережковского, Бунина, Шмелёва и других моему другу — другу-брату — Альфонсу де Шатобриану. Он молчит. К кому же мне взывать?..К. Бальмонт, газета «За свободу!», 17 декабря 1927 года
В обращении к Ромену Роллану там же Бальмонт писал: «Поверьте, мы не столь бродяги по природе, как это может вам казаться. Мы покинули Россию, чтоб иметь возможность в Европе попытаться хоть что-нибудь крикнуть о Погибающей Матери, крикнуть в глухой слух очерствевших и безучастных, которые заняты лишь собой…» Резко отреагировал поэт и на политику британского правительства Джеймса Рамсея Макдональда, вступившего в торговые переговоры с большевиками, а позже признавшего СССР. «Признание Англией вооружённой банды интернациональных проходимцев, с помощью немцев захвативших в Петербурге и Москве ослабевшую благодаря военному нашему разгрому власть, было смертельным ударом всему честному, что ещё оставалось после чудовищной войны в Европе», — писал он в 1930 году.
В отличие от своего друга Ивана Шмелёва, который тяготел к «правому» направлению, Бальмонт придерживался в целом «левых», либерально-демократических взглядов, критически относился к идеям Ивана Ильина, не принимал «примирительных» тенденций (сменовеховство, евразийство и так далее), радикальных политических движений (фашизм). При этом он сторонился бывших социалистов — Александра Фёдоровича Керенского, Ильи Фондаминского — и с ужасом наблюдал за «полевением» Западной Европы в 1920—1930-х годах, в частности, увлечением социализмом среди значительной части французской интеллектуальной элиты. Бальмонт живо откликался на события, потрясавшие эмиграцию: похищение советскими агентами в январе 1930 года генерала Александра Кутепова, гибель короля Югославии Александра I, много сделавшего для русских эмигрантов; принимал участие в совместных акциях и протестах эмиграции («На борьбу с денационализацией» — в связи с нарастающей угрозой отрыва русских детей в Зарубежье от русского языка и русской культуры; «Помогите родному просвещению»), но при этом избегал участия в политических организациях.
Бальмонт был возмущён безразличием западноевропейских литераторов к происходившему в СССР, и это ощущение накладывалось на общее разочарование всем западным жизненным укладом. Европа и прежде вызывала в нём горечь своим рациональным прагматизмом. Ещё в 1907 году поэт замечал: «Странные люди — европейские люди, странно неинтересные. Им всё нужно доказывать. Я никогда не ищу доказательств». «Никто здесь не читает ничего. Здесь все интересуются спортом и автомобилями. Проклятое время, бессмысленное поколение! Я чувствую себя приблизительно так же, как последний Перуанский владыка среди наглых испанских пришельцев», — писал он в 1927 году.

#### Творчество в эмиграции
Было принято считать, что эмиграция прошла для Бальмонта под знаком упадка; это мнение, разделявшееся многими русскими поэтами-эмигрантами, впоследствии не раз оспаривалось. В разных странах Бальмонт в эти годы опубликовал книги стихов «Дар Земле», «Светлый час» (1921), «Марево» (1922), «Моё — ей. Стихи о России» (1923), «В раздвинутой дали» (1929), «Северное сияние» (1933), «Голубая подкова», «Светослужение» (1937). В 1923 году он выпустил книги автобиографической прозы «Под новым серпом» и «Воздушный путь», в 1924-м издал книгу воспоминаний «Где мой дом?» (Прага, 1924), написал документальные очерки «Факел в ночи» и «Белый сон» о пережитом зимой 1919 года в революционной России. Бальмонт совершал продолжительные лекционные турне по Польше, Чехословакии и Болгарии, летом 1930 года совершил поездку в Литву, одновременно занимаясь переводами западнославянской поэзии, но основной темой произведений Бальмонта в эти годы оставалась Россия: воспоминания о ней и тоска по утраченному.
«Я хочу России. Я хочу, чтобы в России была преображающая заря. Только этого хочу. Ничего иного», — писал он Екатерине Алексеевне Андреевой. Поэта тянуло обратно в Россию, и он, склонный поддаваться сиюминутному настроению, не раз высказывал в 1920-х годах желание вернуться на родину. «Я живу и не живу, живя за границей. Несмотря на все ужасы России, я очень жалею, что уехал из Москвы», — писал он поэту Александру Борисовичу Кусикову 17 мая 1922 года. В какой-то момент Бальмонт был близок к тому, чтобы совершить этот шаг. «Я совсем было решил вернуться, но опять всё в душе спуталось», — сообщал он Екатерине Алексеевне Андреевой 13 июня 1923 года. «Ты почувствуешь, как я всегда люблю Россию и как мысль о нашей природе владеет мною. <…> Одно слово „брусника“ или „донник“ вызывает в моей душе такое волнение, что одного слова достаточно, чтоб из задрожавшего сердца вырвались стихи», — писал поэт 19 августа 1925 года дочери Нине Бруни, посылая ей новые стихотворения.

#### Последние годы жизни
К концу 1920-х годов жизнь К. Бальмонта и Елены Цветковской становилась всё труднее. Литературные гонорары были мизерными, финансовая поддержка, которая исходила в основном от Чехословакии и Югославии, создавших фонды помощи русским писателям, стала нерегулярной, затем прекратилась. Поэту приходилось заботиться и о трёх женщинах, причём дочь Мирра, отличавшаяся крайней беззаботностью и непрактичностью, доставляла ему массу хлопот. «Константин Дмитриевич — в очень трудном положении, едва сводит концы с концами… Имейте в виду, что наш славный Поэт бьётся от нужды действительной, приходившая ему из Америки помощь — кончилась… Дела Поэта всё хуже, хуже», — писал Иван Шмелёв Владимиру Зеелеру, одному из немногих, кто регулярно оказывал Бальмонту помощь.

Положение сделалось критическим после того, как в 1932 году стало ясно, что поэт страдает серьёзным психическим заболеванием. С августа 1932 по май 1935 года Бальмонты безвыездно жили в Кламаре под Парижем, в бедности. Весной 1935 года Бальмонт попал в клинику. «Мы в беде великой и в нищете полной… И у Константина Дмитриевича нет ни ночной рубашки приличной, ни ночных туфель, ни пижамы. Гибнем, дорогой друг, если можете, помогите, посоветуйте…», — писала Цветковская Зеелеру 6 апреля 1935 года. Невзирая на болезнь и бедственное положение, поэт сохранил прежние эксцентричность и чувство юмора. По поводу автомобильной катастрофы, в которую он попал в середине 1930-х годов, Бальмонт в письме В. В. Обольянинову жаловался не на ушибы, а на испорченный костюм: «Русскому эмигранту в самом деле приходится размышлять, что ему выгоднее потерять — штаны или ноги, на которые они надеты…». В письме Екатерине Алексеевне Андреевой поэт сообщал:
Какой я сейчас? Да всё тот же. Новые мои знакомые и даже прежние смеются, когда я говорю сколько мне лет, и не верят. Вечно любить мечту, мысль и творчество - это вечная молодость. Бородка моя правда беловата, и на висках инея довольно, но всё же ещё волосы вьются, и русые они, а не седые. Мой внешний лик всё тот же, но в сердце много грусти...К. Д. Бальмонт — Е. А. Андреевой
В апреле 1936 года парижские русские литераторы отметили пятидесятилетие писательской деятельности Бальмонта творческим вечером, призванным собрать средства в помощь больному поэту. В комитет по организации вечера под названием «Поэту — писатели» вошли известные деятели русской культуры: Иван Шмелёв, Марк Алданов, Иван Бунин, Борис Зайцев, Александр Бенуа, Александр Гречанинов, Павел Милюков, Сергей Рахманинов.
В конце 1936 года Бальмонт и Цветковская перебрались в Нуази-ле-Гран под Парижем. Последние годы жизни поэт пребывал попеременно то в доме призрения для русских, который содержала Мария Кузьмина-Караваева, то в дешёвой меблированной квартире. Как вспоминал Юрий Терапиано, «немцы относились к Бальмонту безразлично, русские же гитлеровцы попрекали его за прежние революционные убеждения». Впрочем, к этому моменту Бальмонт окончательно впал в «сумеречное состояние»; он приезжал в Париж, но всё с бо́льшим трудом. В часы просветления, когда душевная болезнь отступала, Бальмонт, по воспоминаниям знавших его, с ощущением счастья открывал том «Войны и мира» или перечитывал свои старые книги; писать он уже давно не мог.
В 1940—1942 годах Бальмонт не покидал Нуази-ле-Гран; здесь, в приюте «Русский дом», он и скончался ночью 23 декабря 1942 года от воспаления лёгких. Его похоронили на местном католическом кладбище, под надгробной плитой из серого камня с надписью: «Constantin Balmont, poète russe» («Константин Бальмонт, русский поэт»). Из Парижа попрощаться с поэтом приехали несколько человек: Борис Зайцев с женой, вдова Юргиса Балтрушайтиса, двое-трое знакомых и дочь Мирра. Ирина Одоевцева вспоминала: «…шёл сильный дождь. Когда гроб стали опускать в могилу, она оказалась наполненной водой, и гроб всплыл. Его пришлось придерживать шестом, пока засыпа́ли могилу». Французская общественность узнала о кончине поэта из статьи в прогитлеровском «Парижском вестнике», который сделал, «как тогда полагалось, основательный выговор покойному поэту за то, что в своё время он поддерживал революционеров».
С конца 1960-х гг. стихи Бальмонта в СССР стали печатать в антологиях. В 1980 г. был издан большой сборник избранных произведений.

## Семья
Принято считать, что отец поэта, Дмитрий Константинович Бальмонт (1835—1907), происходил из дворянской семьи, имевшей, согласно семейным преданиям, скандинавские (по некоторым данным — шотландские) корни. Сам поэт в 1903 году так писал о своём происхождении: 
…По семейным преданиям предками моими были какие-то шотландские или скандинавские моряки, переселившиеся в Россию… Дед мой, со стороны отца, был морской офицер, принимал участие в Русско-турецкой войне и заслужил личную благодарность Николая Первого своей храбростью. Предки моей матери (урожденная Лебедева) были татары. Родоначальником был князь Белый Лебедь Золотой Орды. Быть может, этим отчасти можно объяснить необузданность и страстность, которые всегда отличали мою мать, и которые я от неё унаследовал, так же как и весь свой душевный строй. Отец моей матери (тоже военный, генерал) писал стихи, но не печатал их. Все сёстры моей матери (их много) писали, но не печатали их.Автобиографическое письмо. 1903 год:375 .
Существует альтернативная версия происхождения фамилии Бальмонт. Так, исследователь П. Куприяновский указывает на то, что прадед поэта, сержант кавалерии екатерининского лейб-гвардейского полка, мог носить фамилию Баламут, которая впоследствии была облагорожена путём «переделки на иностранный лад». Это предположение согласуется и с воспоминаниями Екатерины Алексеевны Андреевой-Бальмонт, которая утверждала, что «…прадед отца поэта был сержантом в одном из кавалерийских лейб-гвардейских полков императрицы Екатерины II Баламут… Этот документ на пергаменте и с печатями хранился у нас. На Украине есть до сих пор и довольно распространена фамилия Баламут. Прадед поэта Иван Андреевич Баламут был херсонским помещиком… Как фамилия Баламут перешла в Бальмонт — мне не удалось установить». В свою очередь, оппоненты этой версии отмечали, что она противоречит законам текстологии; естественнее было бы предположить, что, напротив, «иноземную фамилию помещика народ приспособил к своему пониманию».
Согласно еще одной версии, фамилия Бальмонт имеет балтско-литовское происхождение. От двухосновного имени Bal-mant’as происходит топоним Болынтово в Калужской области, название которого на карте 1782 г. указано как «Болымантово». Основы Bal-, Mant- известны в литовской антропонимии.
Д. К. Бальмонт полвека прослужил в шуйском земстве — мировым посредником, мировым судьёй, председателем съезда мировых судей и, наконец, председателем уездной земской управы. В 1906 году Д. К. Бальмонт вышел в отставку, год спустя умер. В памяти поэта он остался тихим и добрым человеком, страстно любившим природу и охоту. Мать Вера Николаевна происходила из семьи полковника; она получила институтское воспитание и отличалась деятельным характером: учила и лечила крестьян, устраивала любительские спектакли и концерты, иногда печаталась в провинциальных газетах:8. У Дмитрия Константиновича и Веры Николаевны было семеро сыновей. Все родственники поэта произносили свою фамилию с ударением на первый слог, поэт лишь впоследствии самостоятельно, как утверждал, «из-за каприза одной женщины», перенёс ударение на второй.

### Личная жизнь
К. Д. Бальмонт рассказывал в автобиографии о том, что очень рано начал влюбляться: «Первая страстная мысль о женщине — в возрасте пяти лет, первая настоящая влюблённость — девяти лет, первая страсть — четырнадцати лет», — писал он. «Блуждая по несчётным городам, одним я услаждён всегда — любовью», — позже признавался поэт в одном из своих стихотворений. Валерий Брюсов, анализируя его творчество, писал: «Поэзия Бальмонта славит и славословит все обряды любви, всю её радугу. Бальмонт сам говорит, что, идя по путям любви, он может достигнуть „слишком многого — всего!“»

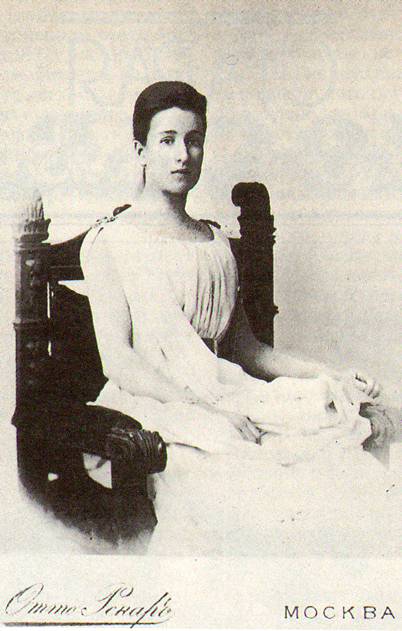
«Изящная, прохладная и благородная» Екатерина Алексеевна Андреева (1867—1950)

В 1889 году Константин Бальмонт женился на Ларисе Гарелиной (1864—1942), дочери шуйского фабриканта, «красивой барышне боттичеллиевского типа»:9. Мать, знакомству способствовавшая, резко воспротивилась женитьбе, но юноша был в своём решении непреклонен и решился на разрыв с семьёй. «Мне ещё не было двадцати двух лет, когда я… женился на красивой девушке, и мы уехали ранней весной, вернее, в конце зимы, на Кавказ, в Кабардинскую область, а оттуда по Военно-Грузинской дороге в благословенный Тифлис и Закавказье», — позже писал он. Но свадебная поездка не стала прологом к счастливой семейной жизни.
Исследователи часто пишут о Гарелиной как о неврастенической натуре, которая явила Бальмонту любовь «в демоническом лике, даже дьявольском»:10, мучила ревностью; принято считать, что именно она пристрастила его к вину, на что указывает и исповедальное стихотворение поэта «Лесной пожар». Жена не сочувствовала ни литературным устремлениям, ни революционным настроениям супруга и была склонна к ссорам. Во многом именно мучительная связь с Гарелиной подтолкнула Бальмонта к попытке самоубийства утром 13 марта 1890 года. Вскоре после выздоровления, которое было лишь частичным — хромота осталась у него на всю жизнь, — Бальмонт расстался с Л. Гарелиной. Первый ребёнок, родившийся в этом браке, умер, второй — сын Николай (1891—1926) — впоследствии страдал нервным расстройством. Знавший Николая Михаил Васильевич Бабенчиков вспоминал: «Никс Бальмонт, с которым я дружил в юности, писал стихи, а впоследствии серьёзно занялся музыкой и подавал в этой области большие надежды. Но конец его жизни оказался очень печальным. В самом расцвете сил он заболел психически, и в таком виде я встретил его в 20-х годах в Москве. Тяжело было смотреть, как медленно и упорно разрушалась его нервная система, как он терял память и превращался в беспомощного ребенка. Человек с несомненно богатыми задатками, Никс Бальмонт не оставил после себя ничего, и только самые близкие к нему лица смогли оценить его рано погибшее тонкое дарование». Небольшой промежуток своей жизни, между 1915 и 1918 годом Николай достаточно близко общался со своим отцом, и даже целый год жил у него, помогая с переводами и поиском книг.
Позже исследователи предостерегали от излишней «демонизации» образа первой жены Бальмонта: разойдясь с последним, Гарелина вышла замуж за журналиста и историка литературы Николая Александровича Энгельгардта и мирно прожила с ним много лет. Её дочь от этого брака, Анна Николаевна Энгельгардт, стала второй женой Николая Гумилёва.
Вторая жена поэта, Екатерина Андреева-Бальмонт (1867—1950), родственница известных московских издателей Сабашниковых, происходила из богатой купеческой семьи (Андреевым принадлежали лавки колониальных товаров) и отличалась редкой образованностью. Современники отмечали и внешнюю привлекательность этой высокой и стройной молодой женщины «с прекрасными чёрными глазами». Долгое время она была безответно влюблена в Александра Урусова. Бальмонт, как вспоминала Андреева, быстро увлёкся ею, но долго не встречал взаимности. Когда последняя возникла, выяснилось, что поэт женат: тогда родители запретили дочери встречаться с возлюбленным. Впрочем, Екатерина Алексеевна, просвещённая в «новейшем духе», на обряды смотрела как на формальность и вскоре переселилась к поэту. Бракоразводный процесс, дозволяя вступить во второй брак Гарелиной, мужу запрещал жениться навсегда, но, отыскав старый документ, где жених значился неженатым, влюблённые обвенчались 27 сентября 1896 года, а на следующий день выехали за границу, во Францию.
С Екатериной Алексеевной Андреевой Бальмонта объединяла общность литературных интересов; супруги осуществили немало совместных переводов, в частности Герхарта Гауптмана и Одда Нансена. Борис Зайцев в своих воспоминаниях о Бальмонте Екатерину Алексеевну называл «женщиной изящной, прохладной и благородной, высоко культурной и не без властности». Их квартира на четвёртом этаже дома в Толстовском была, как писал Зайцев, «делом рук Екатерины Алексеевны, как и образ жизни их тоже во многом ею направлялся». Бальмонт находился «…в верных, любящих и здоровых руках и дома вёл жизнь даже просто трудовую». В 1901 году у них родилась дочь Ниника — Нина Константиновна Бальмонт-Бруни (умерла в Москве в 1989 году), которой поэт посвятил сборник «Фейные сказки»:284.

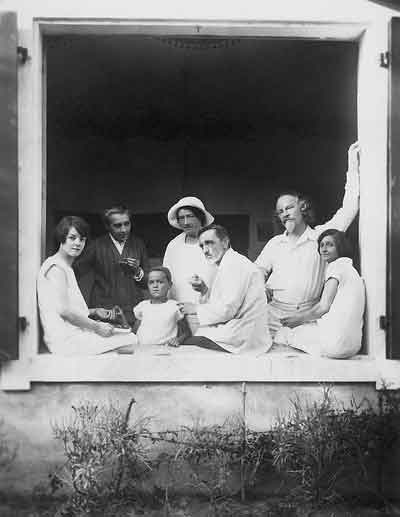
Тэффи о Мирре Бальмонт: «Как-то в детстве разделась она голая и залезла под стол, и никакими уговорами нельзя было её оттуда вытащить. Родители решили, что это, вероятно, какая-то болезнь, и позвали доктора. Доктор, внимательно посмотрев на Елену, спросил: „Вы, очевидно, её мать?“ — „Да“. — Ещё внимательнее на Бальмонта. „А вы отец?“ — „М-м-м-да“. — Доктор развёл руками. — „Ну так чего же вы от неё хотите?“»
На снимке: Бальмонт с французскими друзьями и четой Шмелёвых. Крайняя справа — Е. К. Цветковская, крайняя слева — дочь Мирра

В начале 1900-х годов в Париже Бальмонт познакомился с Еленой Константиновной Цветковской (1880—1943), дочерью генерала Константина Георгиевича Цветковского, тогда студенткой математического факультета Сорбонны и страстной поклонницей его поэзии. Последняя, «не сильная характером, …всем существом вовлеклась в водоворот безумств поэта», каждое слово которого «звучало для неё как глас Божий». Бальмонт, судя по некоторым его письмам, в частности — Брюсову, не был влюблён в Цветковскую, но вскоре начал испытывать в ней необходимость как в действительно верном, преданном друге. Постепенно «сферы влияния» разделились: Бальмонт то жил с семьёй, то уезжал с Еленой; например, в 1905 году они уехали на три месяца в Мексику. Семейная жизнь поэта окончательно запуталась после того, как в декабре 1907 года у Е. К. Цветковской родилась дочь, которую назвали Миррой — в память о Мирре Лохвицкой, поэтессе, с которой его связывали сложные и глубокие чувства. Появление ребёнка окончательно привязало Бальмонта к Елене Константиновне, но при этом и от Екатерины Алексеевны он уходить не хотел. Душевные терзания привели к срыву: в 1909 году Бальмонт совершил новую попытку самоубийства, снова выбросился из окна и снова уцелел. Вплоть до 1917 года Бальмонт жил в Санкт-Петербурге с Цветковской и Миррой, приезжая время от времени в Москву к Андреевой и дочери Нине:19.
Из России Бальмонт эмигрировал с третьей (гражданской) женой Еленой Цветковской и дочерью Миррой. Впрочем, и с Андреевой он не прервал дружеских отношений; лишь в 1934 году, когда советским гражданам запретили переписываться с родными и близкими, проживающими за границей, эта связь прервалась. Новый супружеский дуэт Тэффи, вспоминая одну из встреч, описывала так: «Он вошёл, высоко подняв лоб, словно нёс златой венец славы. Шея его была дважды обвёрнута чёрным, каким-то лермонтовским галстуком, какого никто не носит. Рысьи глаза, длинные, рыжеватые волосы. За ним его верная тень, его Елена, существо маленькое, худенькое, темноликое, живущее только крепким чаем и любовью к поэту». По воспоминаниям Тэффи, супруги общались друг с другом в необычайно претенциозной манере. Елена Константиновна никогда не называла Бальмонта «мужем», она говорила: «поэт». Фраза «Муж просит пить» на их языке произносилась, как «Поэт желает утоляться влагой».
В отличие от Екатерины Андреевой, Елена Цветковская была «житейски беспомощна и никак не могла организовать быт». Она считала своим долгом всюду следовать за Бальмонтом: очевидцы вспоминали, как она, «бросив дома ребёнка, уходила за мужем куда-нибудь в кабак и не могла его оттуда вывести в течение суток». «При такой жизни не мудрено, что к сорока годам она выглядела уже старухой», — отмечала Тэффи.
Елена Цветковская оказалась не последней любовью поэта. В Париже он возобновил начавшееся в марте 1919 года знакомство с княгиней Дагмар Шаховской (1893—1967). «Одна из близких мне дорогих, полушведка, полуполька, княгиня Дагмар Шаховская, урождённая баронесса Lilienfeld, обрусевшая, не однажды напевала мне эстонские песни», — так характеризовал свою возлюбленную Бальмонт в одном из писем. Шаховская родила Бальмонту двух детей — Георгия (Жоржа) (1922—1943?) и Светлану (1925—2018). Поэт не смог бросить семью; встречаясь с Шаховской лишь изредка, он часто, почти ежедневно писал ей, раз за разом признаваясь в любви, рассказывая о впечатлениях и планах; сохранилось 858 его писем и открыток. Чувство Бальмонта нашло отражение во многих его поздних стихотворениях и романе «Под новым серпом» (1923). Как бы то ни было, не Д. Шаховская, а Е. Цветковская провела с Бальмонтом последние, самые бедственные годы его жизни; она умерла в 1943 году, спустя год после кончины поэта. Мирра Бальмонт (в замужестве — Бойченко, во втором браке — Аутина) писала стихи и печаталась в 1920-х годах под псевдонимом Аглая Гамаюн. Она умерла в Нуази-ле-Гран в 1970 году.

## Внешность и характер
Андрей Белый характеризовал Бальмонта как необычайно одинокого, оторванного от реального мира и беззащитного человека, а причину бед видел в свойствах мятущейся и непостоянной, но при этом необычайно щедрой натуры: «Он не сумел соединить в себе все те богатства, которыми наградила его природа. Он — вечный мот душевных сокровищ… Получит — и промотает, получит и промотает. Он отдаёт их нам. Проливает на нас свой творческий кубок. Но сам он не вкушает от своего творчества». Белый оставил и выразительное описание внешности Бальмонта:
Лёгкая, чуть прихрамывающая походка точно бросает Бальмонта вперёд, в пространство. Вернее, точно из пространства попадает Бальмонт на землю - в салон, на улицу. И порыв переламывается в нём, и он, поняв, что не туда попал, церемонно сдерживается, надевает пенсне и надменно (вернее, испуганно) озирается по сторонам, поднимает сухие губы, обрамлённые красной, как огонь, бородкой. Глубоко сидящие в орбитах почти безбровые его карие глаза тоскливо глядя, кротко и недоверчиво: они могут глядеть и мстительно, выдавая что-то беспомощное в самом Бальмонте. И оттого-то весь его облик двоится. Надменность и бессилие, величие и вялость, дерзновение, испуг - всё это чередуется в нём, и какая тонкая прихотливая гамма проходит на его истощённом лице, бледном, с широко раздувшимися ноздрями! И как это лицо может казаться незначительным! И какую неуловимую грацию порой излучает это лицо!А. Белый. Луг зелёный. 1910

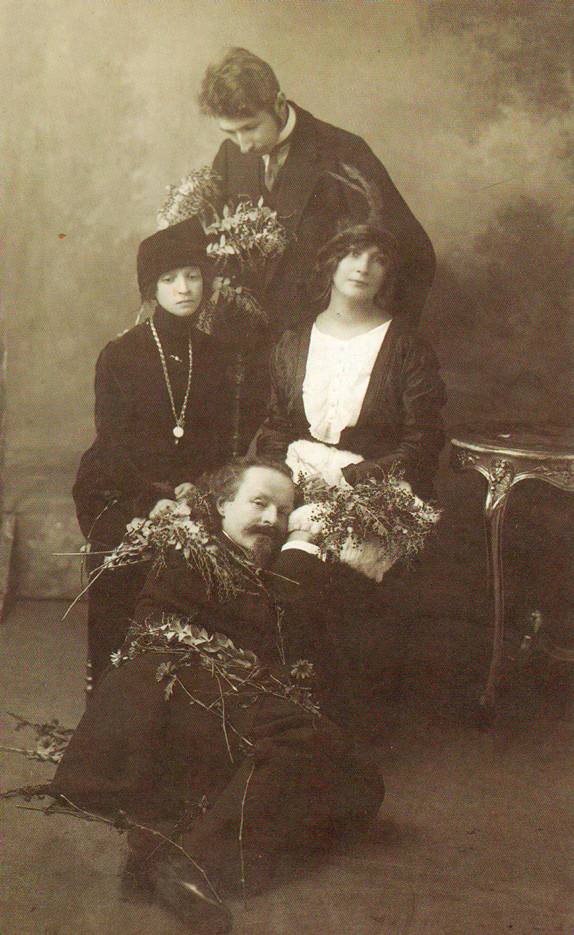
«Богемные» Бальмонт и Сергей Городецкий со своими супругами Анной Городецкой и Еленой Цветковской (слева), Санкт-Петербург, 1907.

«Слегка рыжеватый, с живыми быстрыми глазами, высоко поднятой головой, высокие прямые воротнички, …бородка клинышком, вид боевой. (Портрет Серова отлично его передаёт.) Нечто задорное, готовое всегда вскипеть, ответить резкостью или восторженно. Если с птицами сравнивать, то это великолепный шантеклер, приветствующий день, свет, жизнь…», — таким запомнил Бальмонта Борис Константинович Зайцев.
Илья Эренбург вспоминал, что читал свои стихи Бальмонт голосом «вдохновенным и высокомерным», как «шаман, знающий, что его слова имеют силу если не над злым духом, то над бедными кочевниками». Поэт, по его словам, говорил на всех языках с акцентом — не с русским, а с бальмонтовским, своеобразно произнося звук «н» — «не то по-французски, не то по-польски». Говоря о впечатлении, которое Бальмонт производил уже в 1930-х годах, Эренбург писал, что на улице того можно было принять «…за испанского анархиста или просто за обманувшего бдительность сторожей сумасшедшего»:6. Василий Яновский, вспоминая встречу с Бальмонтом в 1930-х годах, замечал: «…дряхлый, седой, с острой бородкой, Бальмонт… был похож на древнего бога Сварога или Дажбога, во всяком случае, нечто старославянское».
Современники характеризовали Бальмонта как чрезвычайно чуткого, нервного и увлекающегося человека, «лёгкого на подъём», любознательного и добродушного, но при этом склонного к аффектации и самолюбованию. В поведении Бальмонта преобладали театральность, манерность и претенциозность, наблюдалась склонность к аффектации и эпатажу. Известны курьёзные случаи, когда он укладывался в Париже посреди мостовой, чтобы его переехал фиакр, или когда «лунной ночью, в пальто и шляпе, с тростью в руках, входил, заворожённый луной, по горло в пруд, стремясь испытать неведомые ощущения и описать их в стихах». Борис Зайцев рассказывал, как однажды поэт спросил его жену: «Вера, хотите, поэт придёт к вам, минуя скучные земные тропы, прямо от себя, в комнату Бориса, по воздуху?» (две супружеские пары были соседями). Вспоминая первый подобный «полёт», Зайцев замечал в мемуарах: «Слава Богу, в Толстовском не осуществил намерения. Продолжал заходить к нам скучными земными тропами, по тротуару своего переулка сворачивал в наш Спасо-Песковский, мимо церкви».
Добродушно посмеиваясь над манерами своего знакомого, Зайцев замечал, что Бальмонт «был и другим: грустным, очень простым. Он охотно читал присутствующим свои новые стихи и проникновенностью чтения доводил до слёз». Многие из знавших поэта подтверждали: из-под маски влюблённого в собственный образ «великого поэта» время от времени проглядывал совсем иной характер. «Бальмонт любил позу. Да это и понятно. Постоянно окружённый поклонением, он считал нужным держаться так, как, по его мнению, должен держаться великий поэт. Он откидывал голову, хмурил брови. Но его выдавал его смех. Смех его был добродушный, детский и какой-то беззащитный. Этот детский смех его объяснял многие нелепые его поступки. Он, как ребёнок, отдавался настроению момента…», — вспоминала Тэффи.
Отмечались редкая человечность, теплота бальмонтовского характера. Пётр Перцов, знавший поэта с молодости, писал, что трудно было встретить такого «приятного, предупредительно-приветливого человека», как Бальмонт. Встречавшаяся с поэтом в самые трудные времена Марина Цветаева свидетельствовала, что тот мог отдать нуждающемуся свою «последнюю трубку, последнюю корку, последнее полено». Советский переводчик Марк Талов, оказавшийся в двадцатых годах в Париже без средств к существованию, вспоминал, как, покидая квартиру Бальмонта, куда он робко являлся с визитом, находил в кармане пальто деньги, тайком вложенные туда поэтом, который в ту пору и сам жил далеко не роскошно.
Многие говорили о впечатлительности и импульсивности Бальмонта. Самыми замечательными событиями своей жизни сам он считал «те внутренние внезапные просветы, которые открываются иногда в душе по поводу самых незначительных внешних фактов». Так, «впервые сверкнувшая, до мистической убеждённости, мысль о возможности и неизбежности всемирного счастья» родилась в нём «семнадцати лет, когда однажды во Владимире, в яркий зимний день, с горы он увидел вдали чернеющий длинный мужицкий обоз».
В характере Бальмонта замечалось и нечто женственное: «в какие бы воинственные позы он ни вставал… всю жизнь ему были ближе и роднее женские души». Сам поэт считал, что отсутствие сестёр пробудило в нём особый интерес к женской природе. При этом в его натуре всю жизнь сохранялась некоторая «детскость», которой сам он даже несколько «кокетничал» и которую многие считали притворной. Впрочем, отмечалось, что даже в зрелые годы поэт действительно «нёс в душе нечто очень непосредственное, нежное, детское». «Я всё ещё чувствую себя пламенным гимназистом, застенчивым и дерзким», — признавался и сам Бальмонт, когда ему было уже под тридцать.
Склонность к внешним эффектам, нарочитая «богемность» сослужили поэту дурную службу: немногие знали, что «при всей экзальтированности… Бальмонт был неутомимым тружеником», много работал, писал каждый день и очень плодотворно, всю жизнь занимался самообразованием («прочитывал целые библиотеки»), изучал языки и естественные науки, а путешествуя, обогащал себя не только новыми впечатлениями, но и сведениями по истории, этнографии, фольклористике каждой страны. В массовом представлении Бальмонт остался прежде всего претенциозным эксцентриком, однако многие отмечали в его характере рациональность и последовательность. С. В. Сабашников вспоминал, что поэт «…почти не делал помарок в своих рукописях. Стихи в десятки строк, по-видимому, складывались в его голове совершенно законченными и разом заносились в рукопись». 

Если нужно было какое-либо исправление, он заново переписывал текст в новой редакции, не делая никаких помарок или приписок при первоначальном тексте. Почерк у него был выдержанный, чёткий, красивый. При необычайной нервности Константина Дмитриевича почерк его не отражал, однако, никаких перемен в его настроениях… Да и в привычках своих он казался педантично аккуратным, не допускающим никакого неряшества. Книги, письменный стол и все принадлежности поэта находились всегда в порядке гораздо большем, чем у нас, так называемых деловых людей. Эта аккуратность в работе делала Бальмонта очень приятным сотрудником издательства.— С. В. Сабашников о К. Д. Бальмонте
«Рукописи, им представляемые, всегда были окончательно отделаны и уже не подвергались изменениям в наборе. Корректуры читались чётко и возвращались быстро», — добавлял издатель.
Валерий Брюсов отмечал в Бальмонте исступлённую любовь к поэзии, «тонкое чутьё к красоте стиха». Вспоминая вечера и ночи, когда они «без конца читали друг другу свои стихи и… стихи своих любимых поэтов», Брюсов признавался: «Я был одним до встречи с Бальмонтом и стал другим после знакомства с ним». Брюсов объяснял особенности поведения Бальмонта в жизни глубокой поэтичностью его характера. «Он переживает жизнь, как поэт, и как только поэты могут её переживать, как дано это им одним: находя в каждой точке всю полноту жизни. Поэтому его нельзя мерить общим аршином».

## Творчество
Бальмонт стал первым представителем символизма в поэзии, получившим всероссийскую известность. Отмечалось, впрочем, что его творчество в целом не было чисто символистским; не являлся поэт и «декадентом» в полном смысле этого слова: декадентство для него «…служило не только и не столько формой эстетического отношения к жизни, сколько удобной оболочкой для создания образа творца нового искусства». Первые сборники Бальмонта при всём обилии в них декадентско-символистских признаков литературоведы относили к импрессионизму, течению в искусстве, которое ставило своей целью передачу мимолётных, зыбких впечатлений. В основном это были «сугубо романтические стихи, как бы противопоставляющие небо и землю, зовущие в далёкое, нездешнее», насыщенные мотивами, созвучными творчеству Алексея Плещеева или Семёна Надсона. Отмечалось, что настроения «печали, какой-то сиротливости, бездомности», господствовавшие в ранних стихах Бальмонта, явились отзвуками прежних «дум больного, усталого поколения интеллигенции». Сам поэт замечал, что его творчество началось «с печали, угнетённости и сумерек», «под северным небом». Лирический герой ранних произведений Бальмонта (по А. Измайлову) — «кроткий и смирный юноша, проникнутый самыми благонамеренными и умеренными чувствами»:13.

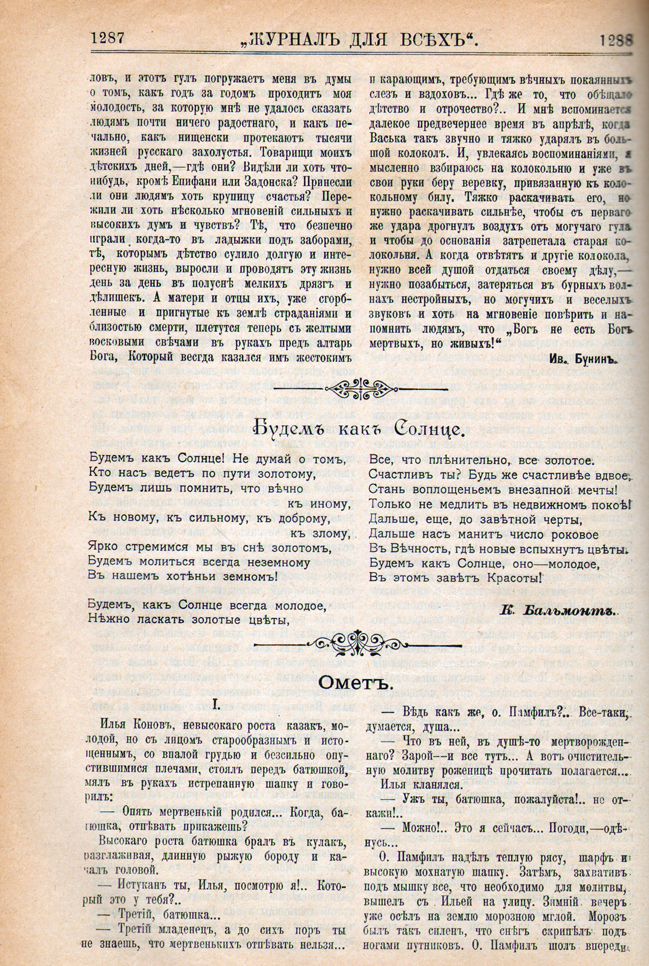
«Будем как солнце»,
«Журнал для всех», ноябрь 1902 года.

Сборники «В безбрежности» (1895) и «Тишина. Лирические поэмы» (1898) были отмечены активным поиском «нового пространства, новой свободы». Основными для этих книг были идеи мимолётности бытия и изменчивости мира. Повышенное внимание автор уделял технике стиха, демонстрируя явную увлечённость звукописью, музыкальностью. Символизм в его понимании, был прежде всего, средством поиска «новых сочетаний мыслей, красок и звуков», методом выстраивания «из звуков, слогов и слов родной своей речи заветную часовню, где всё исполнено углубленного смысла и проникновения». Символическая поэзия «говорит своим особым языком, и этот язык богат интонациями, подобно музыке и живописи, она возбуждает в душе сложное настроение, более, чем другой род поэзии, трогает наши звуковые и зрительные впечатления»:15, — писал Бальмонт в книге «Горные вершины». Разделял поэт и входившее в общую систему символистских взглядов представление о том, что звуковая материя слова облечена высоким смыслом; как всякая материальность, — «представительствует от духовной субстанции»:8.
Присутствие новых, «ницшеанских» мотивов и героев («стихийный гений», «непохожий на человека», порывающийся «за пределы предельного» и даже «за пределы — и правды и лжи») критики отметили уже в сборнике «Тишина»:14. Считается, что «Тишина» — лучшая из трёх первых книг Бальмонта. «Мне показалось, что сборник носит на себе отпечаток всё более и более окрепшего стиля. Вашего собственного, бальмонтовского стиля и колорита»:14, — писал поэту в 1898 году князь Урусов. Занявшие в книге значительное место впечатления от путешествий 1896—1897 годов («Мёртвые корабли», «Аккорды», «Пред картиной Эль Греко», «В Оксфорде», «В окрестностях Мадрида», «К Шелли»):13 не были простыми описаниями, а выражали стремление вжиться в дух чужой или ушедшей в прошлое цивилизации, чужой страны, отождествить себя «то с послушником Брамы, то с каким-нибудь жрецом из страны ацтеков». «Со всеми я сливаюсь каждый миг», — декларировал Бальмонт. «Поэт — стихия. Ему любо принимать разнообразнейшие лики, и в каждом лике он самотождественен. Он льнёт любовно ко всему, и всё входит в его душу, как солнце, влага и воздух входят в растение… Поэт открыт миру…», — писал он.
На рубеже веков общая тональность поэзии Бальмонта резко переменилась: настроения уныния и безнадёжности уступили место ярким краскам, образности, исполненной «исступлённой радости, напора буйных сил». Начиная с 1900 года «элегический» герой Бальмонта превратился в собственную противоположность: активную личность, «почти с оргиастической страстью утверждающую именно в этом мире устремлённость к Солнцу, огню, свету»; особое место в бальмонтовской иерархии образов занял Огонь как проявление космических сил. Оказавшись на некоторое время лидером «новой поэзии», Бальмонт охотно формулировал и её принципы: поэты-символисты, по его словам, «овеяны дуновениями, идущими из области запредельного», они, «пересоздавая вещественность сложной своей впечатлительностью, властвуют над миром и проникают в его мистерии».
Сборники «Горящие здания» (1900) и «Будем как Солнце» (1902), а также книга «Только любовь» (1903) считаются сильнейшими в литературном наследии Бальмонта. Исследователи отмечали присутствие здесь пророческих ноток, образ «горящих зданий» расценивая как символ «носившейся в воздухе тревоги, знак порыва, движения» («Крик часового»). Основными здесь были мотивы «солнечности», стремления к постоянному обновлению, жажде «остановить мгновение». «Когда слушаешь Бальмонта — всегда слушаешь весну», — писал Александр Блок. Существенно новым фактором в русской поэзии явилась бальмонтовская эротика. Стихотворения «Она отдалась без упрёка…» и «Хочу быть дерзким…» сделались популярнейшими его произведениями; по ним учились «если не любить, то, во всяком случае, писать о любви в „новом“ духе». И всё же, признавая в Бальмонте лидера символизма, исследователи отмечали: принятая им «личина стихийного гения, эгоцентризм, доходивший до нарциссизма, с одной стороны, и вечное солнцепоклонство, верность мечте, поиски прекрасного и совершенного — с другой, позволяют говорить о нём как о поэте неоромантического склада». После «Горящих зданий» и критика, и читатели стали воспринимать Бальмонта как новатора, открывшего новые возможности русского стиха, расширившего его изобразительность. Многие обратили внимание на эпатирующую составляющую его творчества: почти исступлённые выражения решительности и энергии, тягу к использованию «кинжальных слов». Князь А. И. Урусов назвал «Горящие здания» «психиатрическим документом». Евгений Аничков расценивал программные сборники Бальмонта как «моральное, художественное и просто физическое освобождение от прежней скорбной школы русской поэзии, привязывающей поэзию к невзгодам родной общественности». Отмечалось, что «гордый оптимизм, жизнеутверждающий пафос бальмонтовской лирики, стремление к свободе от оков, налагаемых обществом, и возвращение к первоосновам бытия» воспринимались читателями «не просто как эстетический феномен, а как новое мироощущение».

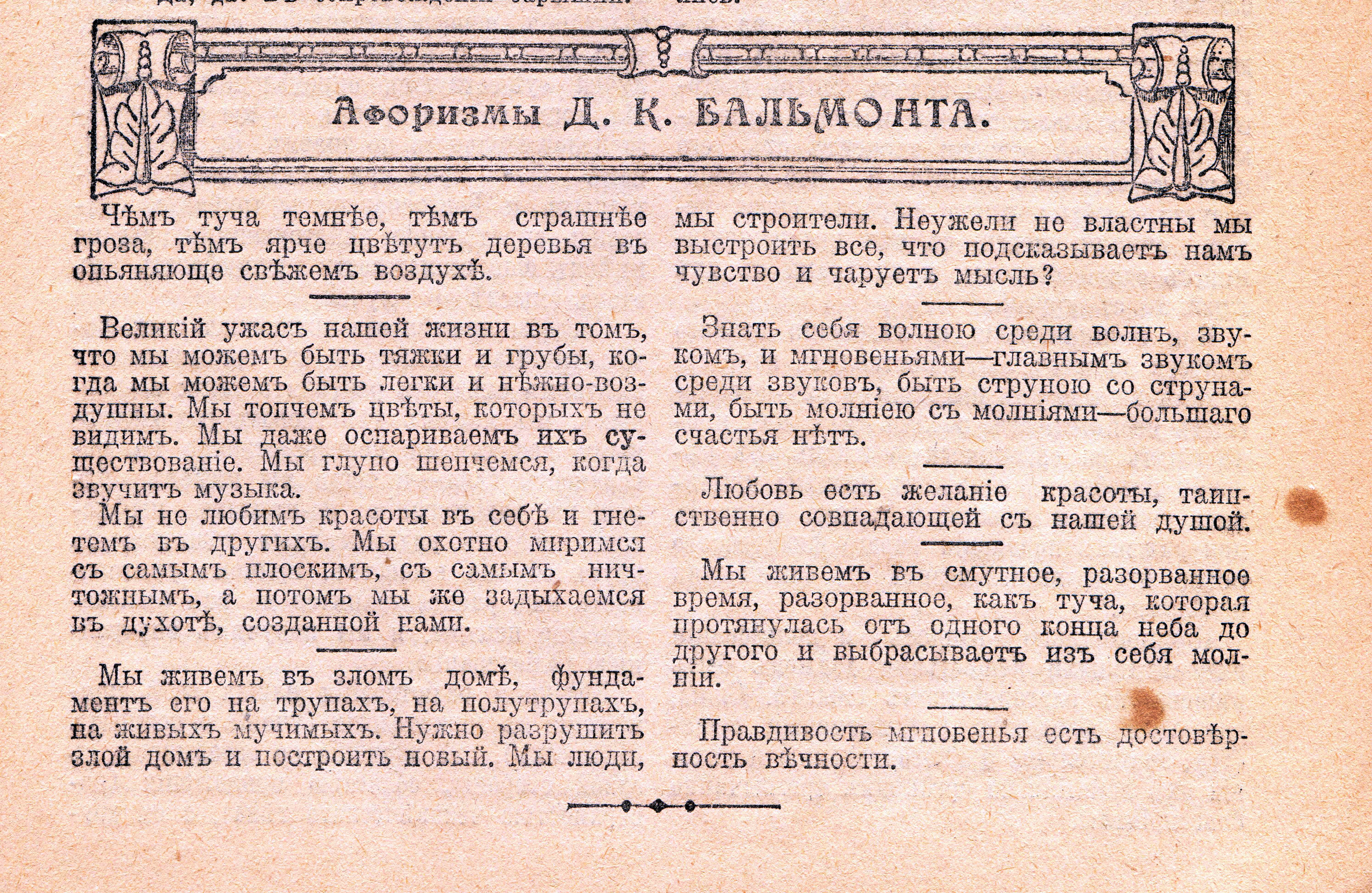
Афоризмы Бальмонта, 1910

Высокие оценки современников получили «Фейные сказки» (1905) — сборник детских сказочных песен-стилизаций, посвящённый дочери Нине. «В Фейных сказках родник творчества Бальмонта снова бьёт струёй ясной, хрустальной, напевной. В этих „детских песенках“ ожило всё, что есть самого ценного в его поэзии, что дано ей как небесный дар, в чём её лучшая вечная слава. Это песни нежные, воздушные, сами создающие свою музыку. Они похожи на серебряный звон задумчивых колокольчиков, 'узкодонных, разноцветных на тычинке под окном», — писал Валерий Брюсов.
В числе лучших «чужестранных» стихов критика отмечала цикл стихотворений о Египте «Потухшие вулканы», «Воспоминание о вечере в Амстердаме», отмеченное Максимом Горьким, «Тишь» (об островах на Тихом океане) и «Исландия», которое высоко ценил Брюсов. Находясь в постоянном поиске «новых сочетаний мыслей, красок и звуков» и утверждении «разящих» образов, поэт считал, что занимается созданием «лирики современной души», души, у которой есть «множество ликов». Перенося героев во времени и пространстве, по многим эпохам («Скифы», «Опричники», «В глухие дни» и так далее), он утверждал образ «стихийного гения», «сверхчеловека» («О, блаженство быть сильным и гордым и вечно свободным!» — «Альбатрос»).
Одним из основополагающих принципов философии Бальмонта в годы его творческого расцвета было характерное для декадентского мировоззрения в целом утверждение равенства возвышенного и низменного, красивого и уродливого. Существенное место в творчестве поэта занимала «реальность совести», в которой проходила своего рода война против цельности, поляризация противоположных сил, их «оправдание» («Мир должен быть оправдан весь / Чтоб можно было жить!..», «Но люблю безотчётное, и восторг, и позор. / И пространство болотное, и возвышенность гор»). Бальмонт мог любоваться скорпионом с его «гордостью и желанием свободы», благословлять калек, «кривые кактусы», «змей и ящериц отверженные роды». При этом искренность бальмонтовского «демонизма», выражавшегося в демонстративном подчинении стихии страстей, не подвергалась сомнению. По Бальмонту, поэт — «полубог вдохновенный», «гений певучей мечты».
Поэтическое творчество Бальмонта было стихийно и подчинено диктату мгновения. В миниатюре «Как я пишу стихи» он признавался: «…Я не размышляю над стихом и, право, никогда не сочиняю». Однажды написанное он никогда больше не правил, не редактировал, считая, что первый порыв — самый верный, писал же беспрерывно, и очень много. Поэт полагал, что только мгновение, всегда единственное и неповторимое, открывает истину, даёт возможность «увидеть далёкую даль» («Я не знаю мудрости, годной для других, / Только мимолётности я влагаю в стих. / В каждой мимолётности вижу я миры, / Полные изменчивой радужной игры»). Об этом писала и жена Бальмонта Е. А. Андреева: «Он жил мгновеньем и довольствовался им, не смущаясь пёстрой сменой мигов, лишь бы только полнее и красивее выразить их. Он то воспевал Зло, то Добро, то склонялся к язычеству, то преклонялся перед христианством». Она рассказывала, как однажды, заметив из окна квартиры едущий по улице воз сена, Бальмонт тут же создал стихотворение «В столице»; как внезапно порождал у него законченные строфы звук дождевых капель, падающих с крыши. Самохарактеристике: «Я — облачко, я — ветерка дыханье», данной в книге «Под северным небом», Бальмонт старался соответствовать до конца жизни.

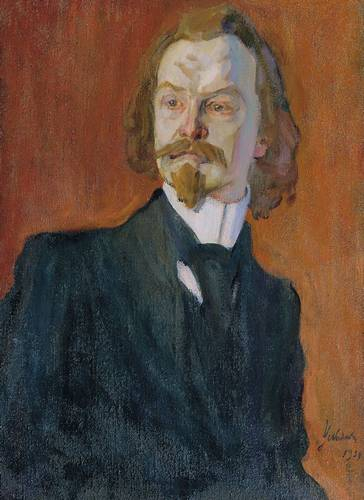
Портрет Бальмонта работы Николая Ульянова (1909). «При том, что советское литературоведение творчество Бальмонта обходило стороной, фигура поэта интриговала многих. Так, Бальмонт и его младший брат Михаил, омский мировой судья, стали героями поэмы Леонида Мартынова „Поэзия как волшебство“ (1939). В основе поэмы лежит исторический факт приезда писателя в Омск в 1916 году»

Необычайно эффектной многие находили мелодическую технику повторов, разработанную Бальмонтом («Я мечтою ловил уходящие тени. / Уходящие тени погасавшего дня. / Я на башню всходил, и дрожали ступени, / И дрожали ступени под ногой у меня»). Отмечалось, что Бальмонт умел «так повторить отдельно взятое слово, что в нём пробуждалась завораживающая сила» («Но и в час переддремотный, между скал родимых вновь / Я увижу солнце, солнце, солнце — красное, как кровь»). Бальмонт разработал собственный стиль красочного эпитета, ввёл в широкое употребление такие существительные, как «светы», «сумраки», «дымы», «бездонности», «мимолётности», продолжил, следуя традициям Василия Жуковского, Александра Пушкина и Николая Гнедича, эксперимент со сращиванием отдельных эпитетов в гроздья («радостно-расширенные реки», «их каждый взгляд рассчитанно-правдив», «деревья так сумрачно-странно-безмолвны»). Не все принимали эти новшества, но Иннокентий Анненский, возражая критикам Бальмонта, утверждал, что его «изысканность… далека от вычурности. Редкий поэт так свободно и легко решает самые сложные ритмические задачи и, избегая банальности, в такой мере чужд и искусственности, как именно Бальмонт», «одинаково чуждый и провинциализмов и немецкой бесстильности Фета». По мнению критика, именно этот поэт «вывел из оцепенелости сингулярных форм» целый ряд отвлечённостей, которые в его интерпретации «засветились и стали воздушнее».
Все, даже скептики, как несомненное достоинство его стихов отмечали редкую музыкальность, звучавшую резким контрастом «анемичной журнальной поэзии» конца предыдущего века. Как бы заново открывая перед читателем красоту и самоценность слова, его, по выражению Анненского, «музыкальную потенцию», Бальмонт во многом соответствовал девизу, провозглашённому Полем Верленом: «Музыка — прежде всего». Валерий Брюсов, первые годы находившийся под сильным влиянием Бальмонта, писал, что всех любителей поэзии Бальмонт влюбил «в свой звонко-певучий стих», что «равных Бальмонту в искусстве стиха в русской литературе не было». «Имею спокойную убеждённость, что до меня, в целом, не умели в России писать звучных стихов», — таковой была краткая оценка поэтом собственного вклада в литературу, сделанная в те годы.
Наряду с достоинствами, современные Бальмонту критики находили в его творчестве и множество недостатков. Неровным называл творчество Бальмонта Юлий Исаевич Айхенвальд, который наряду со стихотворениями, «которые пленительны музыкальной гибкостью своих размеров, богатством своей психологической гаммы», находил у поэта «и такие строфы, которые многословны и неприятно шумливы, даже неблагозвучны, которые далеки от поэзии и обнаруживают прорывы и провалы в рассудочную, риторическую прозу». По мнению Дмитрия Петровича Святополка-Мирского, «большую часть им написанного можно смело откинуть за ненадобностью, в том числе все стихи после 1905 г., и всю без исключения прозу — наиболее вялую, напыщенную и бессмысленную в русской литературе». Хотя «по звуку Бальмонт действительно превзошёл всех русских поэтов», его также отличает «полное отсутствие чувства русского языка, что, видимо, объясняется западническим характером его поэзии. Стихи его звучат как иностранные. Даже лучшие звучат как переводы».
Исследователи отмечали, что поэзия Бальмонта, построенная на эффектных словесно-музыкальных созвучиях, хорошо передавала атмосферу и настроение, но при этом страдал рисунок, пластика образов, туманились и расплывались очертания изображаемого предмета. Отмечалось, что и новизна поэтических средств, которой гордился Бальмонт, была лишь относительной. «Стих Бальмонта — это стих нашего прошлого, усовершенствованный, утончённый, но, по существу, всё тот же», — писал Валерий Брюсов в 1912 году. Декларировавшееся «стремление вжиться в дух чужой или ушедшей в прошлое цивилизации, чужой страны» некоторыми толковалось как претензия на универсальность; считалось, что последняя — следствие отсутствия «единого творческого стержня в душе, отсутствия цельности, которым страдали многие и многие символисты». Андрей Белый говорил о «мелочности его „дерзновений“», «безобразии его „свободы“», склонности к «постоянной лжи самому себе, которая уже стала для его души истиной». Позже Владимир Владимирович Маяковский называл Бальмонта и Игоря Северянина «фабрикантами патоки».

### Иннокентий Анненский о Бальмонте

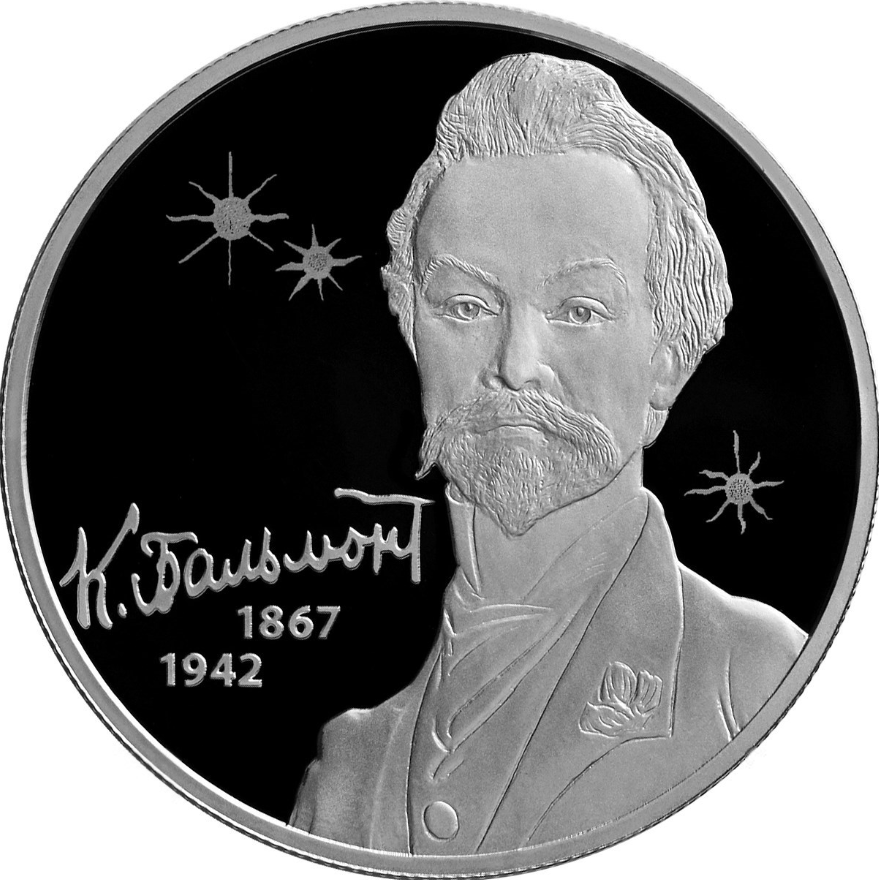
Российская памятная серебряная монета номиналом 2 рубля. 2017 г.

Вызывающе-нарциссические откровения поэта шокировали литературную общественность; его упрекали в самонадеянности и самолюбовании. В числе тех, кто встал на его защиту, был один из идеологов символизма Иннокентий Анненский, который (в частности, по поводу одного из самых «эгоцентричных» стихотворений «Я — изысканность русской медлительной речи…») упрекал критику в предвзятости, считая, что оно «может показаться бредом величия разве тем людям, которые не хотят видеть этой формы помешательства за банальностью романтических формул». Анненский высказывал предположение, что «„Я“ господина Бальмонта не личное и не собирательное, а прежде всего наше я, только сознанное и выраженное Бальмонтом». «Стих не есть созданье поэта, он даже, если хотите, не принадлежит поэту. Стих неотделим от лирического я, это его связь с миром, его место в природе; может быть, его оправдание», — пояснял критик, добавляя: «Новый стих силён своей влюблённостью и в себя и в других, причём самовлюблённость является здесь как бы на смену классической гордости поэтов своими заслугами». Утверждая, что «Я Бальмонта живёт, кроме силы своей эстетической влюблённости, двумя абсурдами — абсурдом цельности и абсурдом оправдания», Анненский приводил в пример стихотворение «Далёким близким» (Мне чужды ваши рассуждения: «Христос», «Антихрист», «Дьявол», «Бог»…), отмечая присутствие в нём внутреннего полемизма, который «уже сам по себе разлагает цельность восприятий».
По Анненскому, именно Бальмонт одним из первых в русской поэзии начал исследование тёмного мира бессознательного, на который первый в прошлом веке указал «великий визионер» Эдгар По. На распространённый упрёк в адрес Бальмонта, касавшийся «аморальности» его лирического героя, Анненский замечал: «…Бальмонт хочет быть и дерзким и смелым, ненавидеть, любоваться преступлением, совместить в себе палача с жертвой…», потому что «нежность и женственность — вот основные и, так сказать, определительные свойства его поэзии». Этими «свойствами» объяснял критик и «всесторонность» мировоззрения поэта: «В поэзии Бальмонта есть всё, что хотите: и русское предание, и Бодлер, и китайское богословие, и фламандский пейзаж в роденбаховском освещении, и Рибейра, и Упанишады, и Агура-мазда, и шотландская сага, и народная психология, и Ницше, и ницшеанство. И при этом поэт всегда целостно живёт в том, что он пишет, во что в настоящую минуту влюблён его стих, ничему одинаково не верный».

### Творчество 1905—1909 годов
Предреволюционный период творчества Бальмонта завершился выходом сборника «Литургия красоты. Стихийные гимны» (1905), основными мотивами которого были вызов и упрёк современности, «проклятие человекам», отпавшим, по убеждению поэта, «от первооснов Бытия», Природы и Солнца, утратившим свою изначальную цельность («Мы разорвали, расщепили живую слитность всех стихий»; «Люди Солнце разлюбили, надо к Солнцу их вернуть»). Стихи Бальмонта 1905—1907 годов, представленные в двух запрещённых в России сборниках «Стихотворения» (1906) и «Песни мстителя» (Париж, 1907), обличали «зверя самодержавия», «облыжно-культурное» мещанство, славили «сознательных смелых рабочих» и в целом отличались крайним радикализмом. Поэтами-современниками, как впоследствии и исследователями творчества, этот «политический период» в творчестве Бальмонта оценивался невысоко. «В какой же несчастный час пришло Бальмонту в голову, что он может быть певцом социальных и политических отношений, гражданским певцом современной России!.. Трёхкопеечная книжка, изданная товариществом „Знание“, производит впечатление тягостное. Поэзии здесь нет ни на грош», — писал Валерий Брюсов.
В эти годы в творчестве поэта проявилась и национальная тема, раскрывшись под своеобразным углом зрения: Бальмонт открывал читателю «былинную» Русь, предания и сказы которой стремился переложить на собственный, современный лад. Увлечение поэта славянской стариной нашло своё отражение в поэтическом сборнике «Злые чары» (1906), книгах «Жар-птица. Свирель славянина» (1907) и «Зелёный вертоград. Слова поцелуйные» (1909), где были представлены поэтически обработанные фольклорные сюжеты и тексты, включая сектантские песни, чародейские заклинания и хлыстовские «радения» (в которых, с точки зрения поэта, отражался «народный разум»), а также сборнике «Зовы древности» с его образцами «первотворчества» неславянских народов, ритуально-магической и жреческой поэзии. Фольклорные эксперименты поэта, взявшегося перелагать былины и народные сказанья на «декадентский» лад, встречали в основном негативную реакцию критики, расценивались как «явно неудачные и фальшивые стилизации, напоминающие игрушечный неорусский стиль» в живописи и архитектуре того времени. Александр Александрович Блок уже в 1905 году писал о «чрезмерной пряности» стихотворений Бальмонта, Брюсов подчёркивал, что былинные герои Бальмонта «смешны и жалки» в «сюртуке декадента». Блок в 1909 году написал о новых его стихах: «Это почти исключительно нелепый вздор… В лучшем случае это похоже на какой-то бред, в котором, при большом усилии, можно уловить (или придумать) зыбкий лирический смысл… есть замечательный русский поэт Бальмонт, а нового поэта Бальмонта больше нет».
В сборниках «Птицы в воздухе. Строки напевные» (СПб., 1908) и «Хоровод времён. Всегласность» (М., 1909) критика отмечала однообразие тем, образов и приёмов; Бальмонта упрекали в том, что он остался в плену старых, символистских канонов. Так называемые «бальмонтизмы» («солнцеликий», «поцелуйный», «пышноцветный» и так далее) в новой культурной и социальной атмосфере вызывали недоумение и раздражение. Впоследствии признавалось, что объективно в творчестве поэта наступил спад и оно утратило то значение, которое имело в начале века.

### Поздний Бальмонт

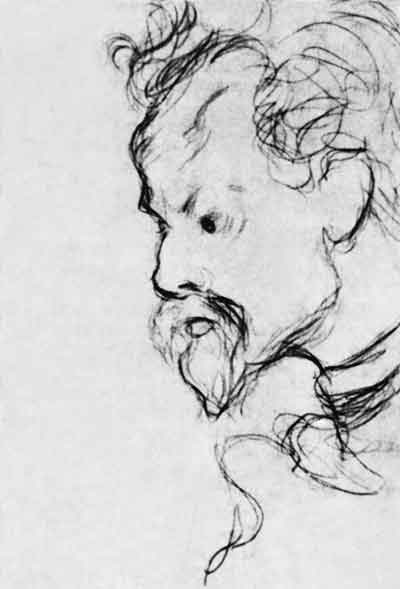
К. Д. Бальмонт. Рисунок Максимилиана Александровича Волошина. 1900-е годы

Творчество Бальмонта 1910—1914 годов было во многом отмечено впечатлениями от многочисленных и продолжительных поездок — в частности, в Египет («Край Озириса», 1914), а также на острова Океании, где, как казалось поэту, он нашёл действительно счастливых людей, не утративших непосредственности и «чистоты». Устные предания, сказки и легенды народов Океании Бальмонт популяризировал на русском языке в течение долгого времени, в частности, в сборнике «Белый зодчий. Таинство четырёх светильников» (1914). В эти годы критика в основном писала о его творческом «закате»; фактор новизны бальмонтовского стиля перестал действовать, техника оставалась прежней и, по мнению многих, переродилась в штамп. Несколько более цельными и отточенными признавались книги «Зарево зорь» (1912) и «Ясень. Видение древа» (1916), но и в них отмечались «утомительное однообразие, вялость, банальные красивости — признак всей поздней лирики Бальмонта».
Творчество Бальмонта в эмиграции получило неоднозначные оценки. Современники поэта считали этот период упадническим: «…Нестройным кажется нам тот бальмонтовский стих, что обманывал новой певучестью», — писал о нём Владимир Владимирович Набоков. Более поздние исследователи отмечали, что в книгах, изданных после 1917 года, Бальмонт проявил и новые, сильные стороны своего дарования. «Поздние стихи Бальмонта обнажённее, проще, человечнее и доступнее того, что он писал раньше. Они чаще всего о России, и в них яснее проступает та бальмонтовская „славянская позолота“, о которой упоминал когда-то Иннокентий Анненский», — писал поэт Николай Васильевич Банников. Он же отмечал, что «особенность Бальмонта — бросать как бы небрежно какие-то вдохновенные, редкостно прекрасные отдельные строки» — проявилась в эмигрантском творчестве как никогда ярко. Такие стихотворения, как «Дюнные сосны» и «Русский язык», критик называет «маленькими шедеврами». Отмечалось, что представитель «старшего» поколения русских символистов, «многими заживо похороненный как поэт», Бальмонт в те годы зазвучал по-новому: «В его стихах… появляются уже не „мимолётности“, а подлинные, глубокие чувства: гнев, горечь, отчаяние. Свойственные его творчеству капризные „прихотливости“ вытесняются чувством огромной всеобщей беды, вычурные „красивости“ — строгостью и ясностью выражения».

### Эволюция мировоззрения
Раннее творчество Бальмонта в идейно-философском отношении считалось во многом вторичным: увлечение идеями «братства, чести, свободы» было данью общим настроениям поэтического сообщества. Главенствующими темами его творчества были христианское чувство сострадания, восхищение красотой религиозных святынь («Одна есть в мире красота — / Любви, печали, отреченья / И добровольного мученья / За нас распятого Христа»). Существует мнение, что, став профессиональным переводчиком, Бальмонт попал под влияние переводившейся им литературы. Постепенно «христианско-демократические» мечты о светлом будущем стали казаться ему устаревшими, христианство утратило прежнюю привлекательность, горячий отклик в душе нашли сочинения Фридриха Ницше, произведения Генрика Ибсена с их яркой образностью («башни», «строительство», «восхождение» к вершинам мира). Валерий Брюсов, с которым Бальмонт познакомился в 1894 году, писал в дневнике, что Бальмонт «называл Христа лакеем, философом для нищих».
Суть своего нового мировоззрения Бальмонт изложил в очерке «На высоте», опубликованном в 1895 году:
Нет, не хочу я вечно плакать. Нет, я хочу быть свободным. Свободным от слабостей должен быть тот, кто хочет стоять на высоте… <...> Подниматься на высоту – значит быть выше самого себя. Подниматься на высоту – это возрождение. Я знаю, нельзя быть всегда на высоте. Но я вернусь к людям, я спущусь вниз, чтобы рассказать, что я видел вверху. В своё время я вернусь к покинутым, а теперь – дайте мне на мгновенье обняться с одиночеством, дайте мне подышать свободным ветром!К. Бальмонт. «На высоте», 1895

В поэзии Бальмонта стали преобладать «демонические» идеи и настроения, постепенно овладевавшие им и в реальной жизни. Сблизившись с Сергеем Александровичем Поляковым, поэт получил в своё распоряжение значительные средства и пустился в загул, важной частью которого стали романтические «победы», имевшие несколько зловещий, языческий оттенок. Нина Ивановна Петровская, попавшая в зону притяжения «чар» Бальмонта, но из неё вскоре вышедшая под влиянием «полей» Брюсова, вспоминала: «…Нужно было… или стать спутницей его „безумных ночей“, бросив в эти чудовищные костры всё своё существо, до здоровья включительно, или перейти в штат его „жён-мироносиц“, смиренно следующих по пятам триумфальной колесницы, говорящих хором только о нём, дышащих только фимиамом его славы и бросивших даже свои очаги, возлюбленных и мужей для этой великой миссии…»
Энциклопедический словарь Брокгауза и Ефрона о Бальмонте

«Демонические» настроения в поэзии Бальмонта так характеризовались современной поэту критикой:
Перед ошарашенным читателем дефилирует целая коллекция ведьм, дьяволов-инкубов и дьяволов-суккубов, вампиров, вылезших из гробов мертвецов, чудовищных жаб, химер и т. д. Со всей этой почтенной компанией поэт находится в самом тесном общении; поверить ему, так он сам — настоящее чудовище. Он не только «полюбил своё беспутство», он не только весь состоит из «тигровых страстей», «змеиных чувств и дум» — он прямой поклонник дьявола:
Если где-нибудь, за миром

Кто-то мудрый миром правит,

Отчего ж мой дух, вампиром,

Сатану поёт и славит.
Вкусы и симпатии поклонника дьявола — самые сатанинские. Он полюбил альбатроса, этого «морского и воздушного разбойника», за «бесстыдство пиратских порывов», он прославляет скорпиона, он чувствует душевное сродство с «сжёгшим Рим» Нероном… он любит красный цвет, потому что это цвет крови…
О том, как сам Бальмонт воспринимал собственную жизнь тех лет, можно судить по его переписке с Брюсовым. Одной из постоянных тем этих писем стало провозглашение собственной уникальности, возвышенности над миром. Но поэт испытывал и ужас перед происходившим: «Валерий, милый, пишите мне, не покидайте меня, я так мучаюсь. Если бы я был в силах рассказывать о власти Дьявола, о ликующем ужасе, который я вношу в свою жизнь! Больше не хочу. Я играю с Безумием и Безумие играет со мной» (из письма от 15 апреля 1902 года). Свою очередную встречу с новой возлюбленной, Еленой Константиновной Цветковской, поэт в письме от 26 июля 1903 года описывал так: «…В Петербург приезжала Елена. Я виделся с ней, но сбежал в публичный дом. Мне нравятся публичные дома. Потом я валялся на полу, в припадке истерического упрямства. Потом я снова сбежал в иной храм шабаша, где многие девы пели мне песни… За мной приехала Е. и увезла меня, совершенно обезумевшего, в Меррекюль, где несколько дней и ночей я был в аду кошмаров и снов наяву, таких, что мои глаза пугали глядящих…».
Кругосветные путешествия во многом укрепляли Бальмонта в его неприятии христианства. «Да будут прокляты Завоеватели, не щадящие камня. Мне не жаль изуродованных тел, мне не жаль убитых. Но видеть мерзкий христианский собор на месте древнего храма, где молились Солнцу, но знать, что он стоит на зарытых в землю памятниках таинственного искусства», — писал он из Мексики Валерию Яковлевичу Брюсову. Считается, что крайнюю точку «падения поэта в бездну» ознаменовал сборник «Злые чары»: после этого в его духовном развитии началось постепенное возвращение к «светлому началу». Борис Константинович Зайцев, характеризуя мировоззрение поэта, писал: «Конечно, самопреклонение, отсутствие чувства Бога и малости своей пред Ним, однако солнечность некая в нём жила, свет и природная музыкальность». Зайцев считал поэта «язычником, но светопоклонником» (в отличие от Брюсова), отмечая: «…были в нём и настоящие русские черты… и сам он бывал трогателен (в хорошие минуты)».
Потрясения 1917—1920 годов обусловили радикальные перемены в мировоззрении поэта. Первые свидетельства тому проявились уже в сборнике «Сонеты солнца, мёда и луны» (1917), где перед читателем предстал новый Бальмонт: «в нём ещё много претенциозности, но всё-таки больше душевной уравновешенности, которая гармонически вливается в совершенную форму сонета, а главное — видно, что поэт уже не рвётся в бездны — он нащупывает путь к Богу». Внутреннему перерождению поэта способствовала и его дружба с Иваном Сергеевичем Шмелёвым, возникшая в эмиграции. Как писал Борис Константинович Зайцев, Бальмонт, всегда «язычески поклонявшийся жизни, утехам её и блескам», исповедуясь пред кончиной, произвёл на священника глубокое впечатление искренностью и силой покаяния: он «считал себя неисправимым грешником, которого нельзя простить».

## Переводческая деятельность
В письме к Шошане Авивит от 13 августа 1924 года Бальмонт сообщал: «Я читаю без затруднений на языках — французском, английском, немецком, испанском, итальянском, шведском, норвежском, польском, португальском, латинском». Круг иноязычных литератур и авторов, которых переводил Бальмонт, был чрезвычайно широк. В 1887—1889 годах он занимался преимущественно переводами западноевропейских поэтов — Генриха Гейне, Николауса Ленау, Альфреда де Мюссе, Сюлли-Прюдома. Поездка в скандинавские страны (1892) положила начало его новому увлечению, которое реализовалось в переводах Георга Брандеса, Генрика Ибсена, Бьёрнстьерне Бьёрнсона.

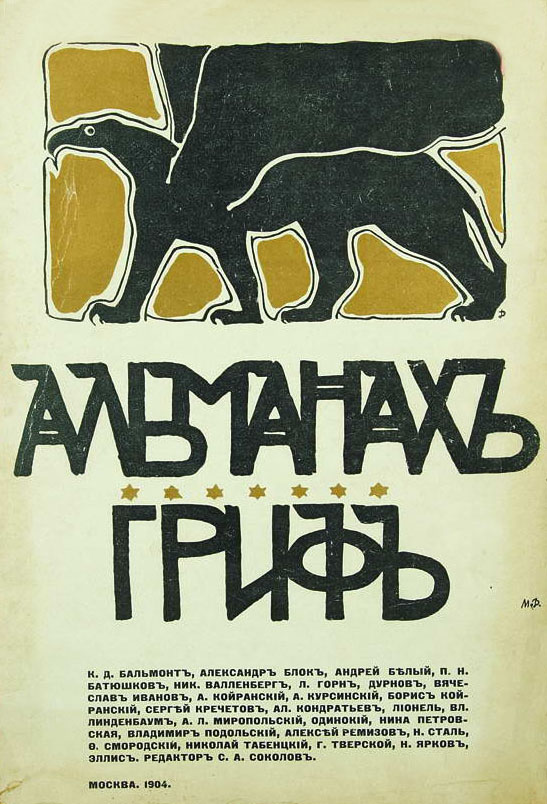
Альманах издательства «Гриф», 1904 г., ред. Сергей Алексеевич Соколов-Кречетов.

В 1893—1899 годах Бальмонт издал в семи выпусках сочинения Перси Биши Шелли в собственном переводе со вступительной статьёй. В 1903—1905 годах товарищество «Знание» выпустило их переработанное и дополненное издание объёмом в три тома. Более удачные в художественном отношении и признанные впоследствии хрестоматийными переводы Эдгара Аллана По вышли в 1895 году в двух томах и позже вошли в собрание сочинений 1901 года.
В переводе Бальмонта вышли девять драм Педро Кальдерона де ла Барки (первое издание — 1900); в числе других известных его переводческих работ — «Кот Мурр» Эрнста Теодора Амадея Гофмана (СПб., 1893), «Саломея» и «Баллада Рэдингской тюрьмы» Оскара Уайльда (М., 1904). Он переводил также испанских поэтов и драматургов — Лопе де Вегу и Тирсо де Молину, английских поэтов, прозаиков, драматургов — Уильяма Блейка, Оскара Уайльда, Джорджа Гордона Байрона, Альфреда Теннисона, Джона Мильтона, стихи Шарля Бодлера. Важными для литературоведения считаются выполненные им переводы «Истории скандинавской литературы» Горна (М., 1894) и «Истории итальянской литературы» Гаспари (М., 1895—1997). Под редакцией Бальмонта вышли сочинения Герхарта Гауптмана (1900 и позже), сочинения Германа Зудермана (1902—1903), «История живописи» Мутера (СПб., 1900—1904). Бальмонт, после поездки в Грузию в 1914 году изучивший грузинский язык, — автор перевода поэмы Шоты Руставели «Витязь в тигровой шкуре»; сам он считал её лучшей поэмой о любви, когда-либо созданной в Европе («огневой мост, связующий небо и землю»). После посещения Японии в 1916 году он переводил танка и хокку различных японских авторов, от древних до современных. В 1912 году был опубликован перевод с санскрита, сделанный Бальмонтом поэмы индийского поэта и патриарха буддизма Ашвагхоши «Буддачарита».
Не все работы Бальмонта оценивались высоко. Серьёзные нарекания критиков вызвали его переводы Ибсена («Привидения», М., 1894), Гауптмана («Ганнеле», «Потонувший колокол») и Уолта Уитмена («Побеги травы», 1911). Анализируя переводы Шелли, выполненные Бальмонтом, Корней Чуковский получившееся в результате «новое лицо», полу-Шелли, полу-Бальмонта, — назвал Шельмонтом. Тем не менее в Энциклопедическом словаре Брокгауза и Ефрона утверждается, что «факт единоличного перевода нескольких десятков тысяч рифмованных стихов поэта, столь сложного и глубокого, как Шелли, может быть назван подвигом в области русской поэтически-переводной литературы».
По отзыву Максимилиана Александровича Волошина, «Бальмонт перевёл Шелли, Эдгара По, Кальдерона, Уольта Витмана, испанские народные песни, мексиканские священные книги, египетские гимны, полинезийские мифы, Бальмонт знает двадцать языков, Бальмонт перечёл целые библиотеки Оксфорда, Брюсселя, Парижа, Мадрида… Всё это неправда, потому что произведения всех поэтов были для него лишь зеркалом, в котором он видел лишь отражение собственного своего лика в разных обрамлениях, из всех языков он создал один, свой собственный, а серая пыль библиотек на его лёгких крыльях Ариеля превращается в радужную пыль крыльев бабочки».

И действительно, поэт никогда не стремился к точности в переводах: ему важно было передать «дух» подлинника, как он его ощущал. Более того, он сравнивал перевод с «отражением» и полагал, что оно может быть «красивей и лучезарней» оригинала: 
Дать в переводе художественную равноценность — задача невыполнимая никогда. Произведение искусства, по существу своему, единично и единственно в своём лике. Можно лишь дать нечто приближающееся больше или меньше. Иногда даёшь точный перевод, но душа исчезает, иногда даёшь вольный перевод, но душа остаётся. Иногда перевод бывает точный, и душа остаётся в нём. Но, говоря вообще, поэтический перевод есть лишь отзвук, отклик, эхо, отражение. Как правило, отзвук беднее звука, эхо воспроизводит лишь частично пробудивший его голос, но иногда, в горах, в пещерах, в сводчатых замках, эхо, возникнув, пропоёт твой всклик семикратно, в семь раз отзвук бывает прекраснее и сильнее звука. Так бывает иногда, но очень редко, и с поэтическими переводами. И отражение есть лишь смутное отражение лица. Но при высоких качествах зеркала, при нахождении удачных условий его положения и освещения, красивое лицо в зеркале бывает красивей и лучезарней в своём отражённом существовании. Эхо в лесу — одно из лучших очарований.К. Д. Бальмонт

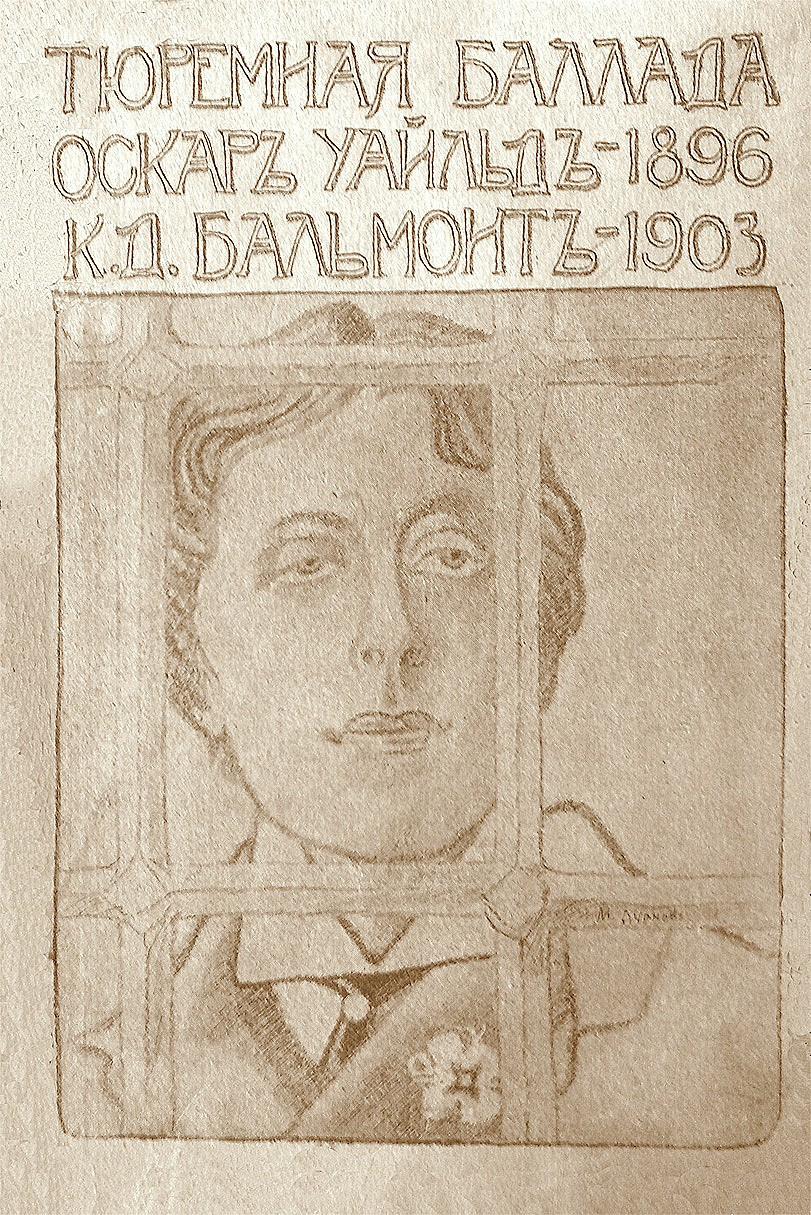
Оскар Уайльд. «Баллада Рэдингской тюрьмы». Перевод К. Д. Бальмонта; Обложка Модеста Дурнова. Скорпион, 1904.

Бальмонт всегда относился к России как к неотъемлемой части общеславянского мира. «Есмь славянин и пребуду им», — писал поэт в 1912 году. Испытывая особую любовь к Польше, он много переводил с польского, в частности, произведения Адама Мицкевича, Станислава Выспяньского, Зыгмунта Красинского, Болеслава Лесьмяна, Яна Каспровича, Яна Лехоня, много писал о Польше и о польской поэзии. Позднее, в 1920-х годах, Бальмонт переводил поэзию чешскую (Ярослав Врхлицкий, «Избранные стихи». Прага, 1928), болгарскую («Золотой сноп болгарской поэзии. Народные песни». София, 1930), сербскую, хорватскую, словацкую. Родственной славянскому миру Бальмонт считал и Литву: первые выполненные им переводы литовских народных песен относятся ещё к 1908 году. В числе переведённых им поэтов были Пятрас Бабицкас, Миколас Вайткус и Людас Гира; с последним Бальмонта связывала тесная дружба. Книга Бальмонта «Северное сияние. Стихи о Литве и Руси» вышла в 1931 году в Париже.
К 1930 году Бальмонт перевёл на современный русский язык «Слово о полку Игореве» (Россия и славянство, 1930. № 81), посвятив свой труд профессору Николаю Карловичу Кульману. Сам профессор в статье «Судьба „Слова о полку Игореве“», напечатанной в том же номере журнала «Россия и славянство», писал, что Бальмонт, оказавшийся «ближе к подлиннику, чем кто бы то ни было из его предшественников», сумел отразить в своём переводе «сжатость, чеканность подлинника… передать все краски, звуки, движение, которыми так богато „Слово“, его светлый лиризм, величавость эпических частей… почувствовать в своём переводе национальную идею „Слова“ и ту любовь к родине, которой горел его автор». О работе с Кульманом над переводом «Слова о полку Игореве» Бальмонт рассказал в статье «Радость. (Письмо из Франции)», опубликованной в газете «Сегодня».

## Воспоминания и отзывы о Бальмонте
Из всех мемуаристов наиболее тёплые воспоминания о К. Д. Бальмонте оставила Марина Цветаева, которая была с поэтом очень дружна. Она писала:
Если бы мне дали определить Бальмонта одним словом, я бы, не задумываясь, сказала: Поэт... Этого бы я не сказала ни о Есенине, ни о Мандельштаме, ни о Маяковском, ни о Гумилёве, ни даже о Блоке, ибо у всех названных было ещё что-то кроме поэта в них. Большее или меньшее, лучшее или худшее, но – ещё что-то. В Бальмонте, кроме поэта в нём, нет ничего. Бальмонт – Поэт–адекват. На Бальмонте – в каждом его жесте, шаге, слове – клеймо – печать – звезда поэта.М. И. Цветаева.

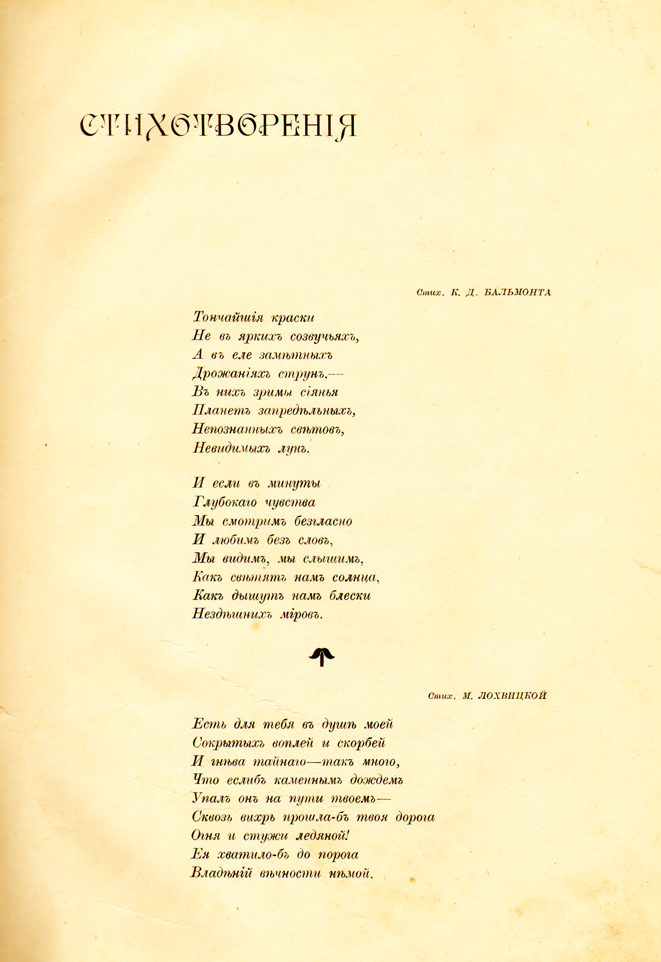
Стихотворный диалог поэта с Миррой Лохвицкой в журнале И. И. Ясинского «Ежемесячные сочинения», 1902, январь

«Я могла бы вечера напролёт рассказывать вам о живом Бальмонте, чьим преданным очевидцем я имела счастье быть целых девятнадцать лет, о Бальмонте — совершенно непонятом и нигде не запечатлённом… и вся моя душа исполнена благодарности», — признавалась она.
В своих воспоминаниях Цветаева была и критична — в частности, говорила о «нерусскости» поэзии Бальмонта: «В русской сказке Бальмонт не Иван-Царевич, а заморский гость, рассыпающий перед царской дочерью все дары жары и морей. У меня всегда чувство, что Бальмонт говорит на каком-то иностранном языке, каком — не знаю, бальмонтовском». О внешней стороне той же особенности писал А. П. Чехов, замечавший о Бальмонте, что тот «…читает очень смешно, с ломаньем», так что «…его трудно бывает понять».
Борис Зайцев запечатлел образ Бальмонта московского — эксцентричного, избалованного поклонением, капризного. «Но бывал он и совсем другой… тихий, даже грустный… Несмотря на присутствие поклонниц, держался просто — никакого театра», — замечал мемуарист. О московском периоде жизни Бальмонта рассказывал и Роман Гуль — впрочем, по его же собственным словам, «чудовищные вещи», к тому же с чужих слов. Негативно отзывался о Бальмонте Иван Бунин, видевший в поэте человека, который «…за всю свою долгую жизнь не сказал ни единого словечка в простоте». «Бальмонт был вообще удивительный человек. Человек, иногда многих восхищавший своей „детскостью“, неожиданным наивным смехом, который, однако, всегда был с некоторой бесовской хитрецой, человек, в натуре которого было не мало притворной нежности, „сладостности“, выражаясь его языком, но не мало и совсем другого — дикого буянства, зверской драчливости, площадной дерзости. Это был человек, который всю свою жизнь поистине изнемогал от самовлюблённости, был упоён собой…», — писал Бунин.
В воспоминаниях Василия Яновского, Андрея Седых и Ирины Одоевцевой поэт в эмиграции был показан как живой анахронизм. Мемуаристы в большинстве своём относились к Бальмонту лишь с человеческой симпатией, отказывая его произведениям эмигрантского периода в художественной ценности. Поэт Михаил Цетлин, замечая вскоре после смерти Бальмонта, что сделанного им достало бы не на одну человеческую жизнь, а «на целую литературу небольшого народа», сетовал на то, что поэты нового поколения русской эмиграции «…поклонялись Блоку, открывали Анненского, любили Сологуба, читали Ходасевича, но были равнодушны к Бальмонту. Он жил в духовном одиночестве».
Как писал много[уточнить] лет спустя Евгений Евтушенко, «…у Бальмонта было предостаточно кокетливой пустоватой звукописи, „красивоватости“. Однако поэзия была его подлинной любовью, и он служил только ей одной — может, слишком по-жречески, опьянённый им же воскуриваемым фимиамом, но беззаветно». «Бывают стихи хорошие, отличные стихи, но проходят мимо, умирают бесследно. И бывают стихи как будто банальные, но есть в них некая радиоактивность, особая магия. Эти стихи живут. Таковы были некоторые стихи Бальмонта», — писала Надежда Тэффи.

### Бальмонт о предшественниках и современниках
Своими предшественниками-символистами Бальмонт называл Педро Кальдерона де ла Барку, Уильяма Блейка и «самого выдающегося символиста» — Эдгара По. В России, считал поэт, «символизм идёт от Фета и Тютчева». Из современных ему русских символистов Бальмонт отмечал прежде всего Вячеслава Иванова, поэта, который, по его словам, способен соединить «глубокие философские настроения с необыкновенной красотой формы», а также Юргиса Балтрушайтиса, Сергея Городецкого, Анну Ахматову, которую ставил «на одну ступень с Миррой Лохвицкой», и Фёдора Кузьмича Сологуба, называя последнего «самым привлекательным из современных писателей и одним из талантливейших поэтов».

Бальмонт критически отзывался о футуризме, замечая: «Футуристские брожения, которые связаны с некоторыми новыми именами, я считаю проявлениями внутренней работы, ищущей выхода, и, главным образом, — проявлением того кричащего, безвкусного, рекламного американизма, которым отмечена вся наша изломанная русская жизнь». В другом интервью того же времени поэт отзывался об этом течении ещё резче: 
То, что я знаю из футуристической литературы, настолько безграмотно, что говорить о футуризме как о литературном течении невозможно. Из Русского футуризма я ничего не вынес: в нём жалкие потуги, плоские и наглые выступления и беспрестанные скандалы. В Италии футуризм умерен, ибо там на все течения в искусстве наложена печать законченности… Русские футуристы «обезьянничают» с Итальянского футуризма. Русский язык ещё эволюционирует и отнюдь ещё не закончен. Мы переживаем в настоящее время перелом. Лишь в одном отношении интересен футуризм. Он яркий выразитель происходящего на наших глазах перелома.К. Бальмонт в интервью газете «Виленский курьер», 1914
Говоря о русской классике, поэт упоминал прежде всего Фёдора Достоевского — единственного из русских писателей, наряду с Александром Пушкиным и Афанасием Афанасьевичем Фетом, который оказал на него сильное влияние. «Правда, за последнее время я отошёл от него: мне, верующему в солнечную гармонию, — стали чужды его мрачные настроения», — оговаривался он в 1914 году. Бальмонт лично встречался со Львом Толстым; «это — как не рассказываемая исповедь», — так характеризовал он свои впечатления от встречи. Впрочем, — «не люблю Толстого, как романиста, и ещё меньше люблю — как философа», — говорил он уже в 1914 году. В числе самых близких ему по духу писателей-классиков Бальмонт называл Николая Гоголя и Ивана Тургенева; из беллетристов-современников как писателя «с тонкими настроениями» отмечал Бориса Зайцева.

#### Бальмонт и Мирра Лохвицкая
В России до эмиграции у Бальмонта было два по-настоящему близких человека. Об одном из них, Валерии Яковлевиче Брюсове, поэт писал как о «единственно нужном» ему человеке в России «Когда мы с Бальмонтом после свадьбы уехали за границу, между поэтами завязалась переписка, и Бальмонт изо всех друзей скучал больше всего по Брюсову. Писал ему часто и ждал нетерпеливо его писем», — свидетельствовала Екатерина Андреева-Бальмонт. Приезд Бальмонта в Москву кончился размолвкой. Андреева давала в книге воспоминаний своё объяснение на этот счёт: «У меня есть основание думать, что Брюсов ревновал свою жену, Иоанну Матвеевну, к Бальмонту, который, пленившись ею, не подумал, как всегда, скрывать свои восторги ни от жены, ни от мужа… Но утверждать не могу». Однако имелись основания предполагать, что камнем преткновения во взаимоотношениях двух поэтов стала другая женщина, о которой вторая жена Бальмонта в своих воспоминаниях предпочла даже не упомянуть.

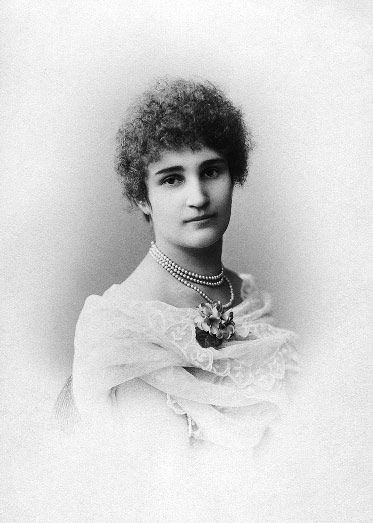
Мирра Лохвицкая

Вторым близким другом Бальмонта стала в конце 1890-х годов Мирра Лохвицкая. Подробности их личных отношений документально невосстановимы: единственным сохранившимся источником могут служить собственные стихотворные признания двух поэтов, опубликованные в ходе явного или скрытого диалога, длившегося почти десятилетие. Бальмонт и Лохвицкая познакомились предположительно в 1895 году в Крыму. Лохвицкая, замужняя женщина с детьми и к тому времени более известная, чем Бальмонт, поэтесса, первой начала поэтический диалог, который постепенно развился в бурный «роман в стихах». Помимо прямых посвящений, исследователи обнаруживали впоследствии и множество стихотворений-«половинок», смысл которых прояснялся лишь при сопоставлении (Бальмонт: «…Солнце свершает скучный свой путь. Что-то мешает сердцу вздохнуть…» — Лохвицкая: «Зимнее солнце свершило серебряный путь. Счастлив — кто может на милой груди отдохнуть…» и так далее).
По прошествии трёх лет Лохвицкая стала сознательно завершать платонический роман, осознавая, что продолжения ему в реальности быть не может. С её стороны своего рода знаком разрыва стало стихотворение «В саркофаге» (в духе «Аннабель-Ли»: «Мне снилось — мы с тобой дремали в саркофаге, / Внимая, как прибой о камни бьёт волну. / И наши имена горели в чудной саге / Двумя звездами, слитыми в одну»). Бальмонт написал несколько ответов на это стихотворение, в частности одно из самых известных, «Неразлучимые» («…Застывшие трупы, мы жили сознаньем проклятья, / Что вот и в могиле — в могиле! — мы в мерзостной позе объятья…»).
Как отмечала Т. Александрова, Лохвицкая «сделала выбор человека XIX века: выбор долга, совести, ответственности перед Богом»; Бальмонт сделал выбор XX века: «наиболее полное удовлетворение растущих потребностей». Его стихотворные обращения не прекращались, но откровенные признания в них теперь уступили место угрозам. У Лохвицкой ухудшилось состояние здоровья, возникли проблемы с сердцем, на новые стихи Бальмонта она продолжала откликаться с «болезненным постоянством». Этой прочной, но при этом и разрушительной связи, погрузившей обоих поэтов в глубокий личностный кризис, положила конец ранняя смерть Лохвицкой в 1905 году. Её с Бальмонтом литературный роман так и остался одним из самых загадочных явлений русской литературной жизни начала XX века. Поэт долгие годы продолжал восторгаться поэтическим дарованием своей рано умершей возлюбленной и говорил Анне Ахматовой, что до встречи с нею знал только двух поэтесс: Сафо и Мирру Лохвицкую.

#### Бальмонт и Максим Горький
Заочное знакомство поэта с Горьким состоялось 10 сентября 1896 года, когда последний в фельетоне цикла «Беглые заметки», печатавшегося «Нижегородским листком», впервые отозвался о стихах Бальмонта. Проведя параллель между автором сборника «В безбрежности» и Зинаидой Гиппиус («За пределы»), автор иронически посоветовал обоим отправиться «за пределы предельного, к безднам светлой безбрежности». Постепенно мнение Горького о поэте стало меняться: ему понравились такие стихи, как «Кузнец», «Альбатрос», «Воспоминание о вечере в Амстердаме». Второй отзыв о поэте Горький оставил в той же газете 14 ноября 1900 года. В свою очередь, стихотворения «Ведьма», «Родник» и «Придорожные травы» в журнале «Жизнь» (1900) Бальмонт напечатал с посвящением Горькому.
Бальмонт и Метерлинк 
Московский Художественный театр поручил Бальмонту вести переговоры с Морисом Метерлинком о постановке его «Синей птицы». Поэт так рассказывал Тэффи об этом эпизоде:
Он долго не пускал меня, и слуга бегал от меня к нему и пропадал где-то в глубине дома. Наконец, слуга впустил меня в какую-то десятую комнату, совершенно пустую. На стуле сидела толстая собака. Рядом стоял Метерлинк. Я изложил предложение Художественного Театра. Метерлинк молчал. Я повторил. Он продолжал молчать. Тогда собака залаяла, и я ушёл.
Горький и Бальмонт впервые встретились осенью 1901 года в Ялте. Вместе с Чеховым они ездили в Гаспру к жившему там Льву Николаевичу Толстому. «Познакомился с Бальмонтом. Дьявольски интересен и талантлив этот неврастеник!..», — сообщал Горький в одном из писем. В заслугу Бальмонту Горький ставил то, что тот, как он полагал, «предал проклятию, облил ядом презрения… суетливую, бесцельную жизнь, полную трусости и лжи, прикрытую выцветшими словами, тусклую жизнь полумёртвых людей». Бальмонт, в свою очередь, ценил писателя за то, что тот — «законченная сильная личность,… певчая птица, а не чернильная душа». В начале 1900-х годов Горький по его собственным словам, взялся настраивать поэта «на демократический лад». Он привлёк Бальмонта к участию в издательстве «Знание», выступил в защиту поэта, когда пресса принялась высмеивать его революционные увлечения, сотрудничество с большевистскими изданиями. Бальмонт, некоторое время «настраиванию» поддававшийся, в 1901 году признавал: «Я всё время был с Вами искренним, но слишком часто неполным. Как мне трудно освободиться сразу — и от ложного, и от тёмного, и от своей наклонности к безумию, к чрезмерному безумию». Настоящего сближения у Горького с Бальмонтом не получилось. Постепенно Горький всё более критично отзывался о творчестве Бальмонта, считая, что в поэзии последнего всё устремлено к звучности в ущерб социальным мотивам: «Что такое Бальмонт? Это колокольня высокая и узорчатая, а колокола-то на ней все маленькие… Не пора ли зазвонить в большие?» Считая Бальмонта мастером языка, писатель оговаривался: «Большой, конечно, поэт, но раб слов, опьяняющих его».
Окончательный разрыв между Горьким и Бальмонтом произошёл после отъезда поэта во Францию в 1920 году. К концу этого десятилетия именно на Горького оказался направлен основной пафос обличений поэта, связанных с ущемлением прав и свобод в Советской России. В эмигрантских газетах «Возрождение», «Сегодня» и «За свободу!» была напечатана статья Бальмонта «Мещанин Пешков. По псевдониму: Горький» с острой критикой писателя. Своё стихотворное «Открытое письмо Горькому» («Ты бросил камень в лик Родимого Народа. / Предательски твоя преступная рука / Слагает свой же грех на плечи мужика…») поэт завершал вопросом: «…И кто в тебе сильней: слепец иль просто лжец?» Горький, в свою очередь, выступил с серьёзными обвинениями в адрес Бальмонта, который, по его версии, написал цикл плохих псевдореволюционных стихов «Серп и молот» единственно с целью получить разрешение на выезд за границу, а добившись своего, объявил себя врагом большевизма и позволил себе «поспешные» высказывания, которые, как полагал писатель, и сказались роковым образом на судьбе многих русских поэтов, тщетно рассчитывавших в те дни получить разрешение на выезд: в их числе назывались Белый, Блок, Сологуб. В полемическом запале Горький отозвался о Бальмонте как о человеке неумном и по причине алкоголизма не совсем нормальном. «Как поэт он автор одной, действительно прекрасной книги стихов „Будем как солнце“. Всё же остальное у него — очень искусная и музыкальная игра словами, не более».

#### Бальмонт и Иван Сергеевич Шмелёв
В конце 1926 года К. Д. Бальмонт неожиданно для многих сблизился с Иваном Шмелёвым, и эта дружба длилась до самой его смерти. До революции они принадлежали к противоположным литературным лагерям (соответственно «декадентскому» и «реалистическому») и не имели друг с другом, казалось, ничего общего, но в эмиграции почти сразу же в своих протестах и публичных акциях начали выступать единым фронтом.

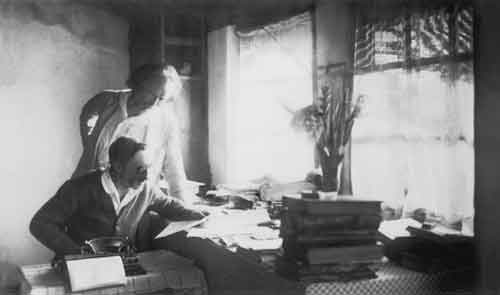
К. Бальмонт и И. Шмелёв, 1926

Между ними были и разногласия. Так, Шмелёв не одобрял бальмонтовского «космополитизма». «Эх, Константин Дмитриевич, всё-то у Вас литовцы да финны, да мексиканцы. Что бы хоть одну русскую книжку…», — говорил он, будучи в гостях. Бальмонт вспоминал, что отвечая на это, показывал ему и русские книги, лежавшие в комнате, но это на Шмелёва действовало весьма мало. «Он огорчён, что я многоязычен и многолюбив. Он хотел бы, чтоб я любил только Россию», — сетовал поэт. В свою очередь, Бальмонт не раз спорил со Шмелёвым — в частности, по поводу статьи Ивана Ильина о кризисе в современном искусстве («Он явно мало что разумеет в поэзии и музыке, если… говорит такие недопустимые слова о превосходном творчестве гениального и просветлённого Скрябина, чисто-русского и высоко-озарённого Вячеслава Иванова, лучезарного Стравинского, классически-чистого Прокофьева…»).

Во многом прочный духовный союз двух, казалось бы, совершенно разных людей объяснялся фундаментальными изменениями, произошедшими в годы эмиграции в мировоззрении Бальмонта; поэт обратился к христианским ценностям, которые отвергал долгие годы. В 1930 году поэт писал: 
Когда в 1920-м году я вырвался из сатанинского ужаса обезумевшей Москвы… мой давнишний хороший знакомый, а иногда и приятель, а иногда даже и друг Иван Алексеевич Бунин пришёл ко мне с добрым словом… и, между прочим, принёс мне «Неупиваемую Чашу» Шмелёва. Я смутно знал имя Шмелёва, знал, что он талантлив — и только. Я раскрыл эту повесть. «Что-то тургеневское», — сказал я. — «Прочтите», — сказал Бунин каким-то загадочным голосом. Да, я прочёл эту повесть. Я прочёл её в разное время и три, и четыре раза. […] Я читаю её сейчас по-голландски. Этот огонь не погасишь никакою преградой. Этот свет прорывается неудержимо.К. Бальмонт, «Сегодня», 1930
Бальмонт горячо поддерживал Шмелёва, временами оказывавшегося жертвой окололитературных интриг, и на этой почве рассорился с редакцией «Последних новостей», опубликовавших статью Георгия Владимировича Иванова, который пренебрежительно отозвался о романе «История любовная». Защищая Шмелёва, Бальмонт писал, что тот «как раз из всех современных русских писателей обладает наиболее богатым и своеобразным русским языком»; его «Неупиваемая Чаша» стоит «вровень с наилучшими повестями Тургенева, Толстого и Достоевского», а оценена — прежде всего, в странах, «привыкших относиться уважительно к художественному таланту и душевной чистоте».
В тяжёлые для поэта 1930-е годы дружба со Шмелёвым оставалась для него главной опорой. «Друг, если бы Вас не было, не было бы и самого светлого и ласкового чувства в моей жизни за последние 8-9 лет, не было бы самой верной и крепкой душевной поддержки и опоры, в часы, когда измученная душа готова была переломиться…», — писал Бальмонт 1 октября 1933 года.

## Произведения (избранное)
| 1890 — 1917 - «Сборник стихотворений» (Ярославль, 1890) - «Под северным небом» (элегии, стансы, сонеты)" (СПб., 1894) - «В безбрежности» (М., 1895 и 1896) - «Тишина. Лирические поэмы» (СПб., 1898) - «Горящие здания. Лирика современной души» (М., 1900) - «Будем как солнце. Книга символов» (М., 1903) - «Только любовь. Семицветник» (М.: «Гриф», 1903) - «Литургия красоты. Стихийные гимны» (М.: «Гриф», 1905) - «Фейные сказки (детские песенки)» (М.: «Гриф», 1905) - «Собрание стихов» М., 1905; 2-е изд. М., 1908. - «Злые чары (Книга заклятий)» (М.: «Золотое руно», 1906) - «Стихотворения» (1906) - «Жар-птица (Свирель славянина)» (М.: «Скорпион», 1907) - «Литургия красоты (Стихийные гимны)» (1907) - «Песни мстителя» (1907) - «Три расцвета (Театр юности и красоты)» (1907) - «Только любовь». 2-е изд.(1908) - «Хоровод времён (Всегласность)» (М., 1909) - «Птицы в воздухе (Строки напевные)» (1908) - «Зелёный вертоград (Слова поцелуйные)» (СПб: «Шиповник», 1909) - «Звенья. Избранные стихи. 1890—1912» (М.: Скорпион, 1913) - «Белый Зодчий (Таинство четырёх светильников)» (1914) - «Ясень (Видение древа)» (М.: изд. Некрасова, 1916) - «Собрание лирики» (Кн. 1-2, 4-6. М., 1917—1918) | 1920 — 1937 - «Перстень» (М., 1920) - «Семь поэм» (М.: «Задруга», 1920) - «Избранные стихотворения» (Нью-Йорк, 1920) - «Перстень» — М.: Книгоиздательство «Творчество», 1921. — 64 с. - «Сонеты Солнца, мёда и Луны» (1917; Сонеты Солнца, мёда и Луны. Песня миров. — Берлин: Изд.во С. Ефрон, 1921. — 271 с.) - «Солнечная пряжа. Изборник» (1890—1918) (М.: изд. Сабашниковых, 1921) - «Гамаюн» (Стокгольм: «Северные огни», 1921) - «Дар Земле» (Париж: «Рус. земля», 1921) - «Светлый час» (Париж, 1921) - «Песня рабочего молота» (М., 1922) - «Марево» (Париж, 1922) - «Под новым серпом» (Берлин: «Слово», 1923) - «Моё — Ей (Россия)» (Прага: «Пламя», 1924) - «В раздвинутой дали (Поэма о России)» (Белград, 1929) - «Соучастие душ» (1930) - «Северное сияние (Стихи о Литве и Руси)» (Париж, 1931) - «Голубая подкова (Стихи о Сибири)» (1937) - «Светослужение» (Харбин, 1937) |  |

### Сборники статей и очерков
- «Горные вершины» (М., 1904; книга первая)
- «Зовы древности. Гимны, песни и замыслы древних» (СПб.: Пантеон, [1909]; Берлин, 1923)
- «Змеиные цветы» («Путевые письма из Мексики», М.: Скорпион, 1910)
- «Морское свечение» (1910)
- «Зарево зорь» (1912)
- «Край Озириса». Египетские очерки. (М., 1914. — 324 с.)
- «Поэзия как волшебство». (М.: Скорпион, 1915)
- «Светозвук в природе и световая симфония Скрябина» (1917)
- «Поэзия как волшебство». — М: Т-во «ЗАДРУГА», 1922. — 112 с.; 2000 экз.
- «Где мой дом?» (Париж, 1924)

### Собрание сочинений
- Полное собрание стихов. (10 томов). — М.: Кн-изд. «Скорпион», 1909—1914. — (4 издания).

### Переводы произведений Бальмонта на иностранные языки
- Gamelan (Гамеланг) — в Doa Penyair. Antologi Puisi sempena Program Bicara Karya dan Baca Puisi eSastera.Com. Kota Bharu, 2005, p. 32 (перевод на малайский Виктора Погадаева).

## Память
- В 1998 году в Шуе, на доме (ул. Садовая, 15), где в 1876—1884 годах жил К. Д. Бальмонт, и на здании школы № 2, где он учился, установлены мемориальные доски[142][143].
- С 2007 года Литературно-краеведческий музей города Шуи носит имя Константина Бальмонта. Помимо традиционной экспозиции, раскрывающей историю родины поэта — шуйской земли, музей отражает судьбу, творчество и наследие Бальмонта[144].

Мемориальная доска Бальмонту

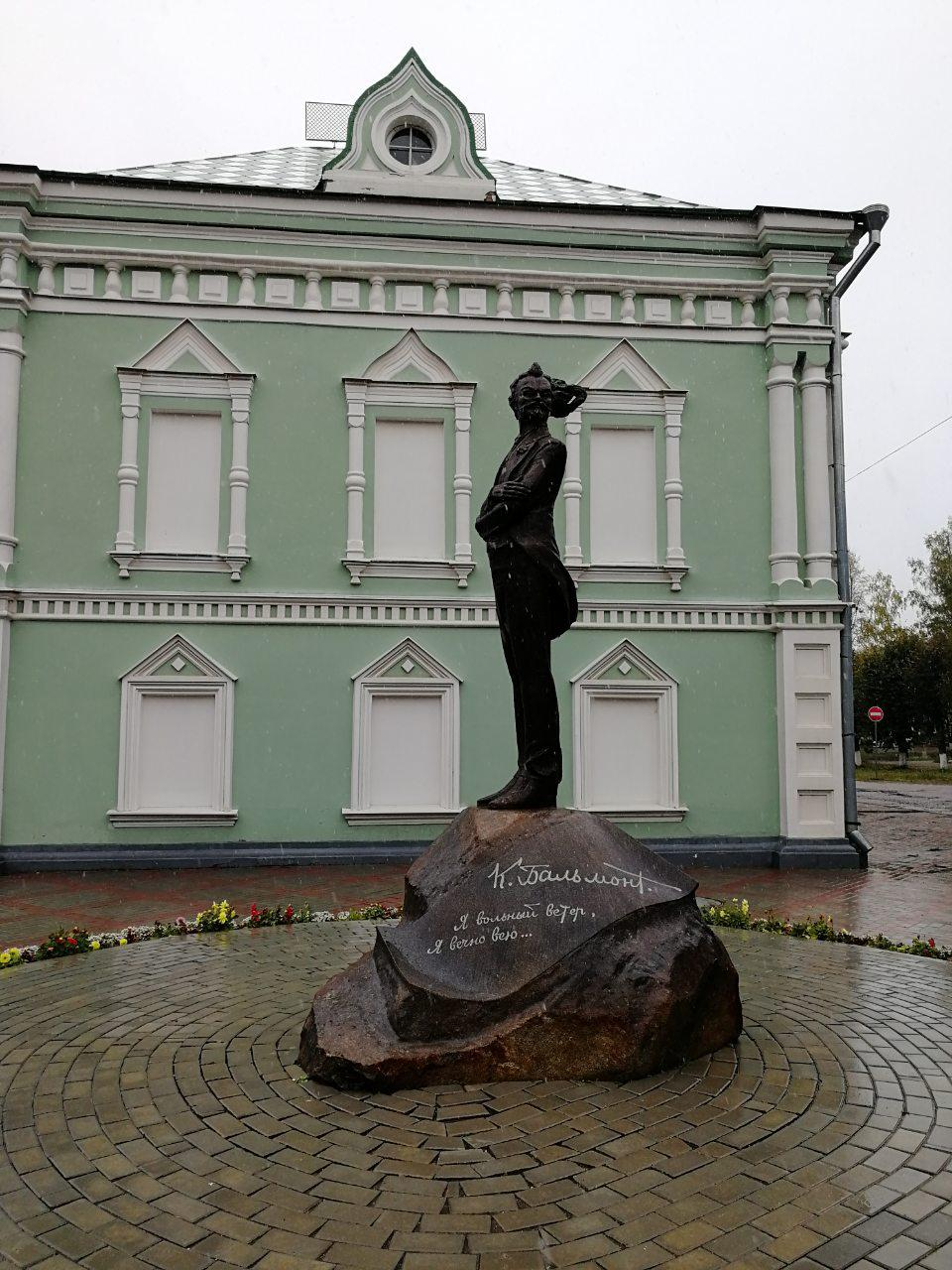
Памятник Бальмонту установлен в Шуе, где учился и жил поэт

- 12 мая 2011 года в Вильнюсе (Литва) был открыт памятник Константину Бальмонту[145].
- 29 ноября 2013 года была открыта мемориальная доска Бальмонту в Москве по адресу: Большой Николопесковский переулок, дом 15, строение 1 (на доме, в котором он жил последние пять лет перед отъездом за границу). Архитектор: М. Корси, скульптор: А. Таратынов. Рельеф на доске выполнен по портрету работы Валентина Серова 1905 года.[источник не указан 160 дней]
- В подмосковном городе Красногорске (микрорайон Опалиха) одна из улиц носит имя Бальмонта[146].
- В августе 2015 года в Москве создан «Фонд общественных и культурно-просветительских инициатив имени К. Д. Бальмонта». Среди основных задач Фонда — популяризация наследия выдающихся деятелей российской культуры, в том числе незаслуженно забытых. При содействии Фонда издана книга о любви и взаимно обращённом творчестве Бальмонта и Лохвицкой «Летящих душ полет двойной…: Поэтическая перекличка» (Сост. и предисл. Т. Л.  Александровой. — М.: Водолей, 2015. — 336 с.). Фонд занимался подготовкой программы юбилейных мероприятий к 150-летию Бальмонта в 2017 году, проводил литературные вечера и конкурсы (в частности, 15 июня 2016 года при поддержке департамента труда и социальной защиты Москвы проведён конкурс «Бальмонтовские чтения»), работает над проектом создания музея поэта[147][148].
- В репертуаре певицы Анне Вески есть композиция «Я обещаю вам сады» на стихи Константина Бальмонта (музыка Дмитрия Магазаника, запись 1984 года)[149].
- В 2017 году Банк России выпустил памятную серебряную монету номиналом 2 рубля, посвящённую 150-летию со дня рождения Бальмонта.[источник не указан 160 дней]
- В 2019 году в Шуе открыт первый в России памятник Константину Бальмонту. Автор скульптуры — уроженец Шуи Игорь Владимирович Бычков[150].
- В честь К. Д. Бальмонта 20 июня 1997 года назван астероид (5315) Бальмонт, открытый в 1982 году астрономом Л. И. Черных.